# Cypraeidae
Porcelaines
Famille
Les Cypraeidae sont une famille de mollusques gastéropodes, de l'ordre des Littorinimorpha. La plupart sont appelés porcelaines dans le langage courant.

## Présentation

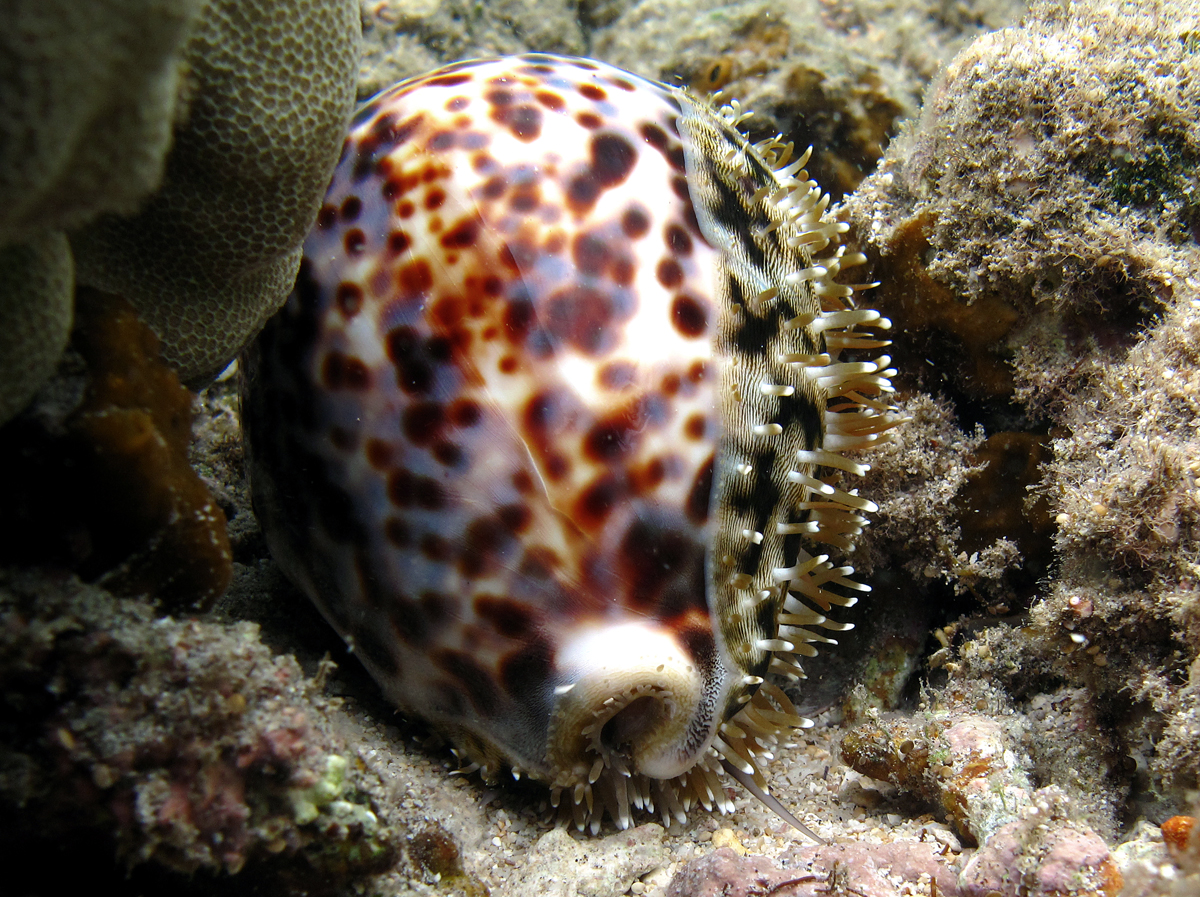
Porcelaine tigre (Cypraea tigris) partiellement couverte par son manteau.

La famille des Cypraeidae est une des plus vastes familles de gastéropodes (elle comprend 48 genres et plus de 250 espèces), une des plus célèbres aussi puisque c’est celle des fameuses « porcelaines ». Les porcelaines sont des « coquillages » (mollusques gastéropodes marins proches des escargots) pourvus d'une coquille enroulée en spirale. La coquille a généralement une forme de demi-coque ovoïde avec ou sans bords calleux. Sur sa face inférieure se trouve une ouverture étroite aux lèvres denticulées ; elle forme un « S » marqué chez les jeunes spécimens, qui tend vers la verticale avec l'âge. Chez les Cypraeidae, la spirale est uniquement interne et donc invisible de l'extérieur, et l'aspect visuel semble celui d'un casque allongé et presque parfaitement symétrique, dont la face inférieure est plate et presque fermée, laissant seulement cette ouverture étroite et allongée généralement dentelée. Cependant, l'examen radiographique des coquilles ou la simple découverte de coquilles brisées permet de constater que l'intérieur est bel et bien en forme de spirale enroulée. 
Chez les spécimens vivants, un manteau de chair plus ou moins colorée recouvre en fait cette coquille, souvent hérissé d'organes sensoriels. C'est ce manteau qui permet à la coquille de rester « propre » et luisante et qui empêche sa colonisation par des algues. Ce manteau se rétracte cependant en cas de menace, laissant voir la coquille. 
La majorité des espèces se trouve dans les mers chaudes, généralement à faible profondeur. Elles peuvent être herbivores, mais la majorité, carnivore, se nourrit d’anémones, d’éponges, d’ascidies, de cadavres de mollusques ou d’œufs de gastéropodes.

## Galerie de porcelaine

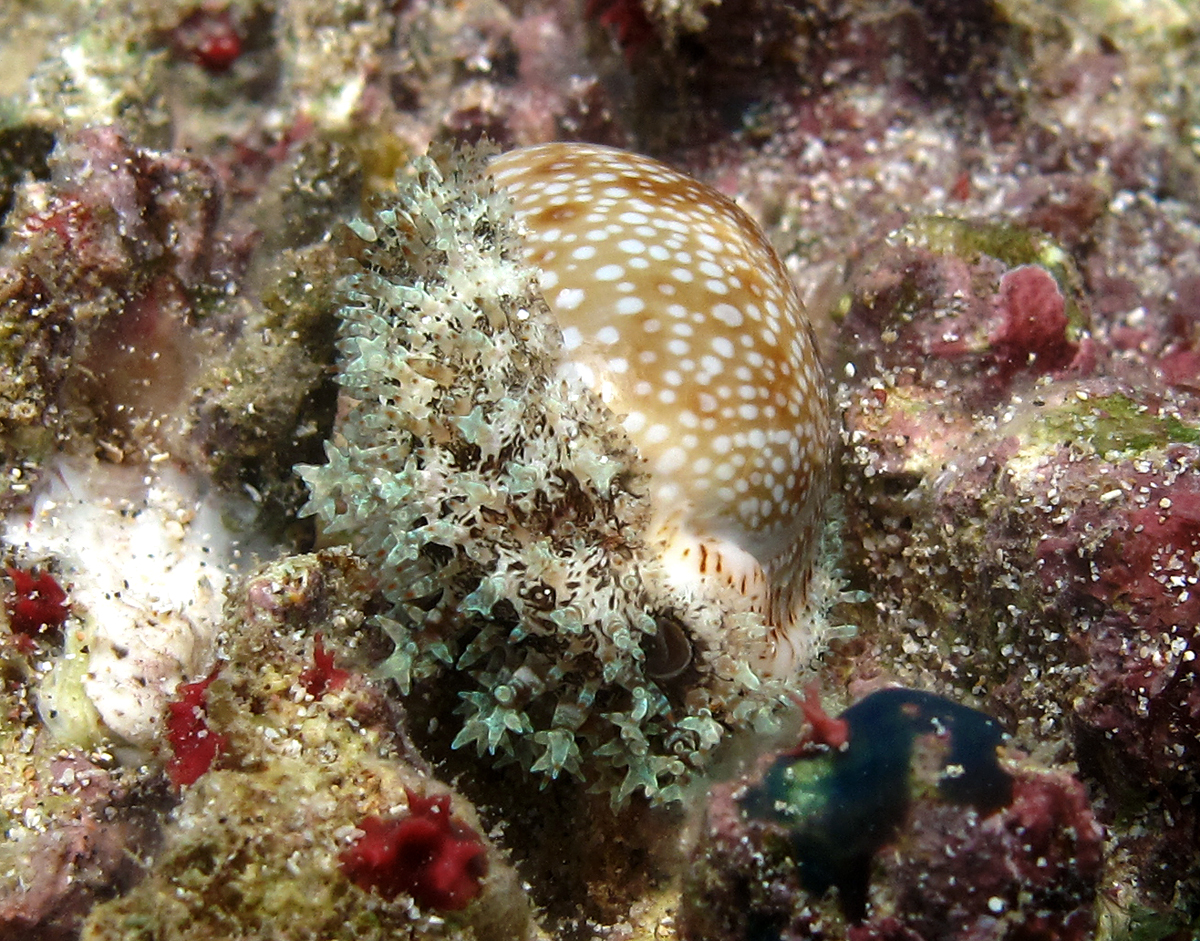
Porcelaine érodée (Naria erosa), partiellement couverte par son manteau.
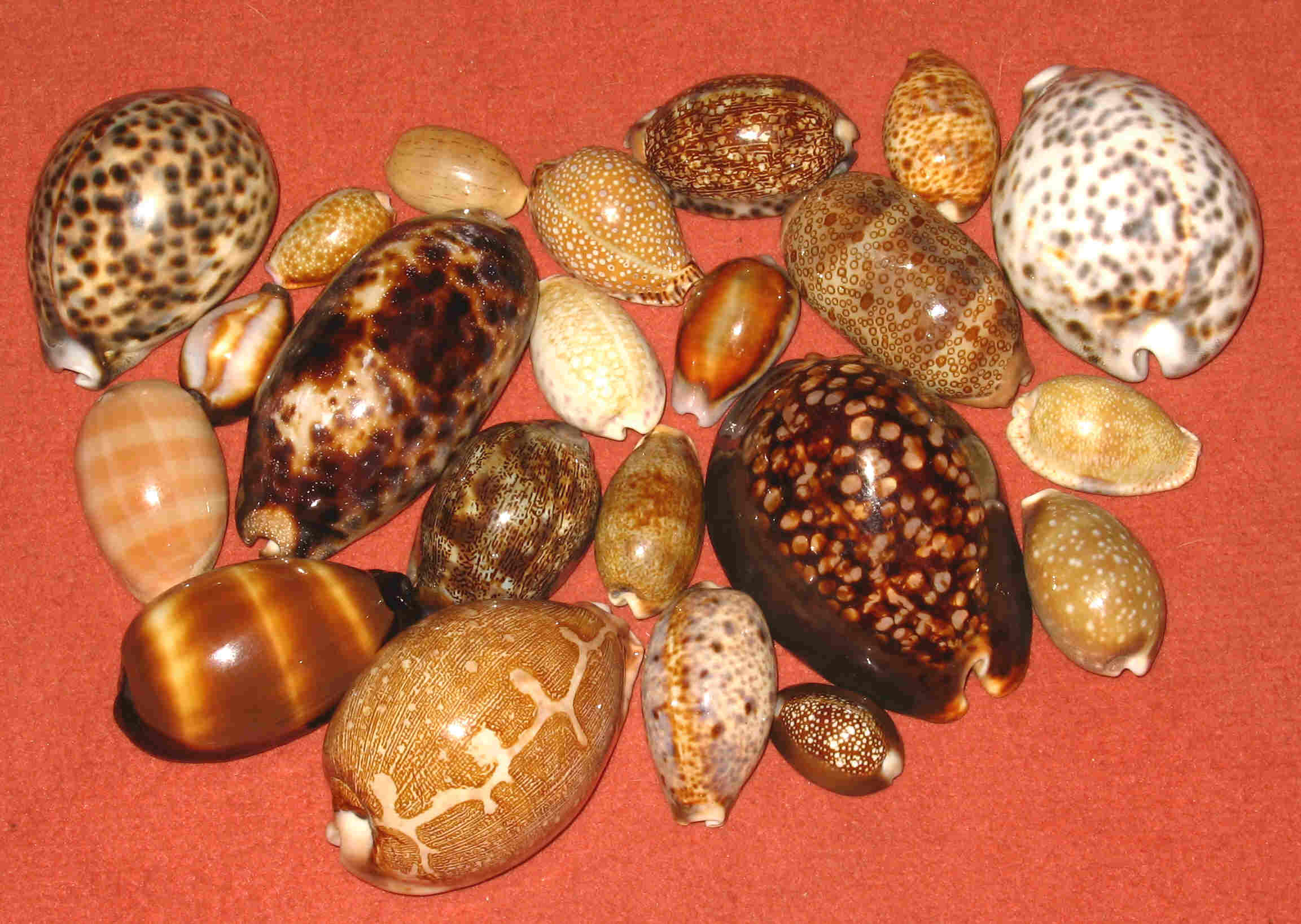
Différentes espèces de porcelaines.
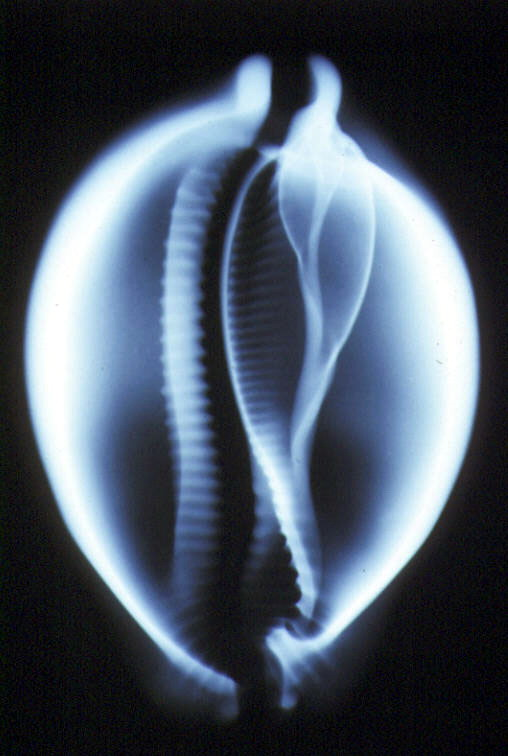
Radio de porcelaine.

## Histoire humaine

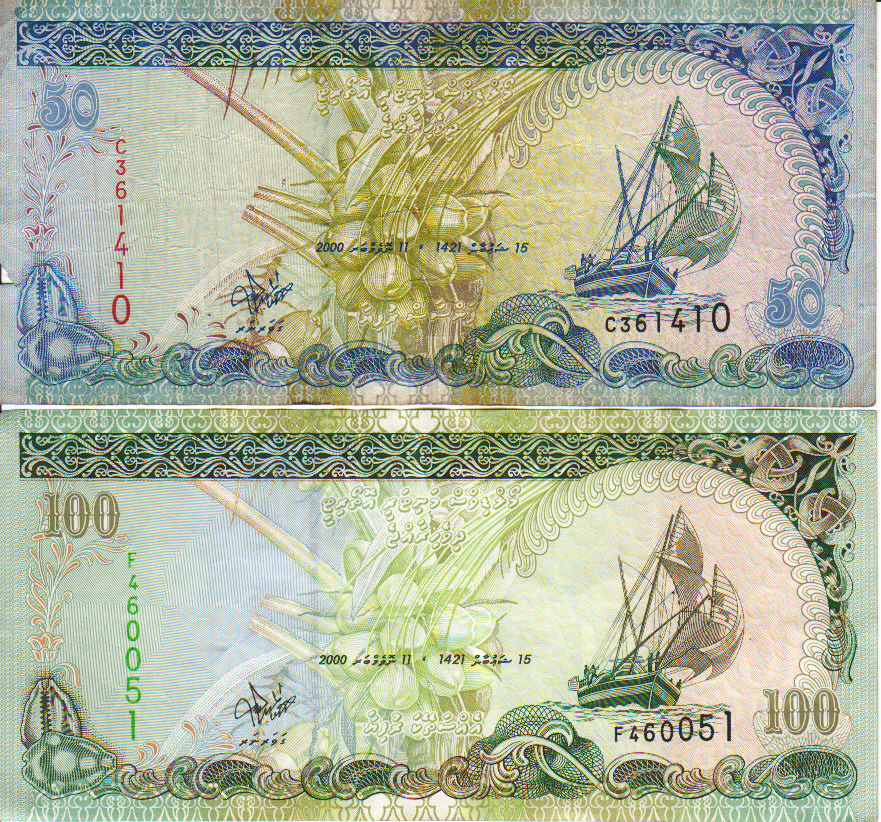
Emblème de la Banque des Maldives, le cauri (Monetaria moneta) figure ici sur les billets de 50 et 100 Rufiyaas.

### Utilisation
Certaines espèces sont aussi connues pour avoir servi de monnaie d'échange dans les sociétés primitives dans l'océan Indien et en en Chine environ 2100 ans av. J.-C. et ceci jusqu'à l'apparition des premières monnaies en bronze sous les Shang (1766-1122 av. J.-C.). C'est pourquoi de nombreux caractères chinois ayant un rapport avec l'argent contiennent le caractère qui représente ces coquillages. L'espèce Monetaria moneta, nommée en référence à cet usage, est encore l'emblème bancaire des Maldives. 
De nos jours, ces coquillages aux belles coquilles luisantes sont surtout ramassés pour le commerce (pour les touristes ou les collectionneurs), ce qui fait peser une lourde menace sur certaines espèces aux effectifs fragiles. 

### Nom
Ces coquillages ont été nommés porcellena en italien par Marco Polo qui en ramena de Chine, du fait de leur ressemblance — selon lui — avec une vulve de truie (porcella),. Le nom scientifique Cypraea reprend l'allusion de manière plus poétique, κύπρις (kupris) étant un autre nom de la déesse Aphrodite (Vénus, déesse de la sexualité). 
La céramique chinoise appelée Porcelaine a ensuite été nommée en référence à ces coquillages à la coquille si fine, luisante et ornementée. 

## Taxinomie

### Histoire scientifique
Cette famille a été créée par Constantine Samuel Rafinesque (1783-1840) en 1815. Elle a été liée autrefois aux familles proches des Ovulidae et des Triviidae qui sont parfois encore également dénommés « porcelaines ».
Plusieurs centaines d'espèces ont historiquement été attribuées aux genres Cypraea (pour les grandes espèces) et Monetaria (les petites), mais les travaux des biologistes modernes (notamment depuis l'entre-deux-guerres) ont permis de reclasser une bonne partie de ces espèces dans plusieurs dizaines de nouveaux genres. 

### Liste des genres
Selon World Register of Marine Species (7 avril 2022) :
- sous-famille Cypraeinae Rafinesque, 1815
  - tribu Cypraeiini Rafinesque, 1815
    - genre Cypraea Linnaeus, 1758 -- 3 espèces
    - genre Muracypraea Woodring, 1957 -- 1 espèce

  - tribu Mauritiini Steadman & Cotton, 1946
    - genre Leporicypraea Iredale, 1930 -- 3 espèces
    - genre Macrocypraea Schilder, 1930 -- 3 espèces
    - genre Mauritia Troschel, 1863 -- 8 espèces
- sous-famille Cypraeovulinae Schilder, 1927
  - genre Cypraeovula J.E. Gray, 1824 -- 17 espèces
  - genre Notadusta Schilder, 1935 -- 4 espèces
  - genre Notocypraea Schilder, 1927 -- 7 espèces
- sous-famille Erosariinae Schilder, 1924
  - genre Cryptocypraea Meyer, 2003 -- 1 espèce
  - genre  Ipsa Jousseaume, 1884 -- 1 espèce
  - genre Monetaria Troschel, 1863 -- 5 espèces
  - genre Naria Broderip, 1837 -- 2 espèces
  - genre Nesiocypraea Azuma & Kurohara, 1967 -- 4 espèces
  - genre Nucleolaria Oyama, 1959 -- 4 espèces
  - genre Perisserosa Iredale, 1930 -- 1 espèce
  - genre Propustularia Schilder, 1927 -- 1 espèce
  - genre Staphylaea Jousseaume, 1884 -- 3 espèces
- sous-famille Erroneinae Schilder, 1927
  - tribu Bistolidini Meyer, 2003
    - genre Bistolida Cossmann, 1920 -- 12 espèces
    - genre Cribrarula Strand, 1929 -- 12 espèces
    - genre Ovatipsa Iredale, 1931 -- 3 espèces
    - genre Palmadusta Iredale, 1930 -- 12 espèces
    - genre Talostolida Iredale, 1931 -- 4 espèces

  - tribu Erroneini Schilder, 1927
    - genre Austrasiatica Lorenz, 1989 -- 5 espèces
    - genre Blasicrura Iredale, 1930 -- 3 espèces
    - genre Contradusta Meyer, 2003 -- 3 espèces
    - genre Eclogavena Iredale, 1930 -- 5 espèces
    - genre Erronea Troschel, 1863 -- 15 espèces
    - genre Ficadusta Habe & Kosuge, 1966 -- 2 espèces
    - genre Hiraseadusta Shikama, 1971 -- (genre vide)
    - genre Melicerona Iredale, 1930 -- 2 espèces
    - genre Palmulacypraea Meyer, 2003 -- 4 espèces
    - genre Paradusta Lorenz, 2017 -- 2 espèces
    - genre Purpuradusta Schilder, 1939 -- 8 espèces
    - genre Ransoniella Dolin & Lozouet, 2005 -- 2 espèces
- sous-famille Gisortiinae Schilder, 1927 (fossile)
- sous-famille Luriinae Schilder, 1932
  - tribu Austrocypraeiini Iredale, 1935
    - genre Annepona Iredale, 1935 -- 1 espèce
    - genre Arestorides Iredale, 1930 -- 1 espèce
    - genre Austrocypraea Cossmann, 1903 -- 2 espèces
    - genre Callistocypraea Schilder, 1927 -- 4 espèces
    - genre Chelycypraea Schilder, 1927 -- 1 espèce
    - genre Lyncina Troschel, 1863 -- 16 espèces
    - genre Raybaudia Lorenz, 2017 -- 2 espèces
    - genre Trona Jousseaume, 1884 -- 1 espèce - 1 éteinte

  - tribu Luriini Schilder, 1932
    - genre Luria Jousseaume, 1884 -- 7 espèces
    - genre Talparia Troschel, 1861 -- 2 espèces
- sous-famille Pustulariinae Gill, 1871
  - genre Pustularia Swainson, 1840 -- 7 espèces
- sous-famille Umbiliinae Schilder, 1932
  - genre Umbilia Jousseaume, 1884 -- 5 espèces
- sous-famille Zoilinae Iredale, 1935
  - genre Barycypraea Schilder, 1927 -- 3 espèces
  - genre Zoila Jousseaume, 1884 -- 14 espèces
- sous-famille Zonariinae Schilder, 1932
  - tribu Pseudozonariini López-Soriano, 2006
    - genre Neobernaya Schilder, 1927 -- 1 espèce
    - genre Pseudozonaria Schilder, 1929 -- 4 espèces

  - tribu Zonariini Schilder, 1932
    - genre Schilderia Tomlin, 1930 -- 1 espèce
    - genre Zonaria Jousseaume, 1884 -- 5 espèces

## Galerie

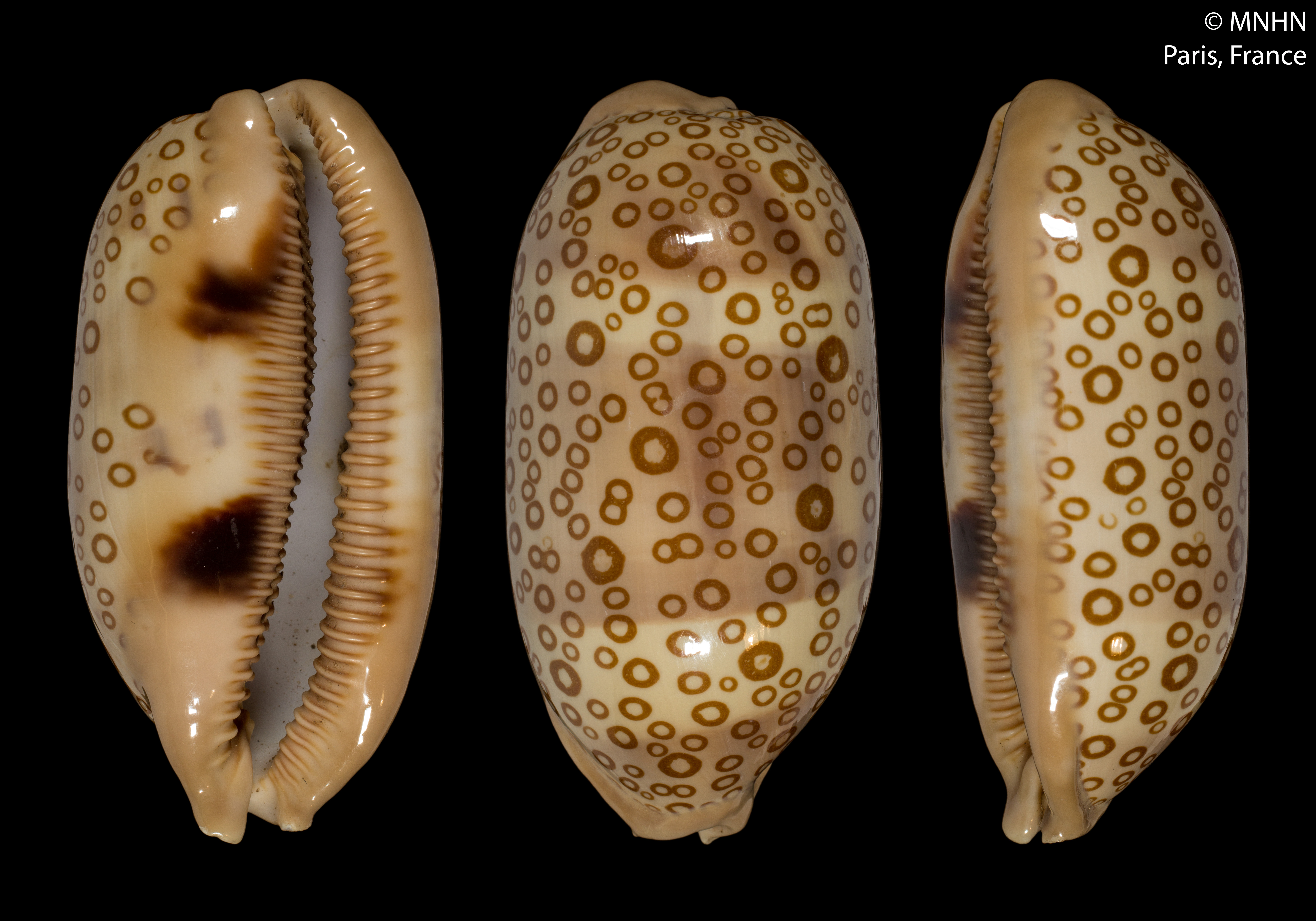
Arestorides argus
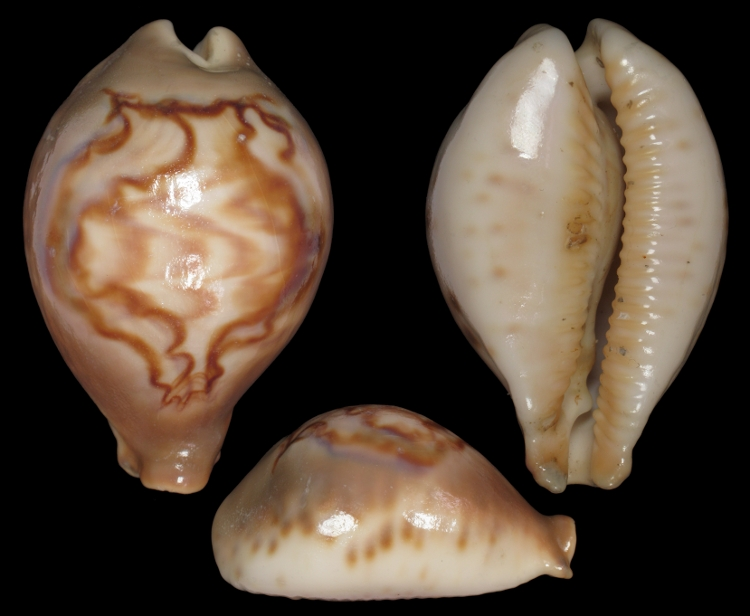
Barycypraea fultoni
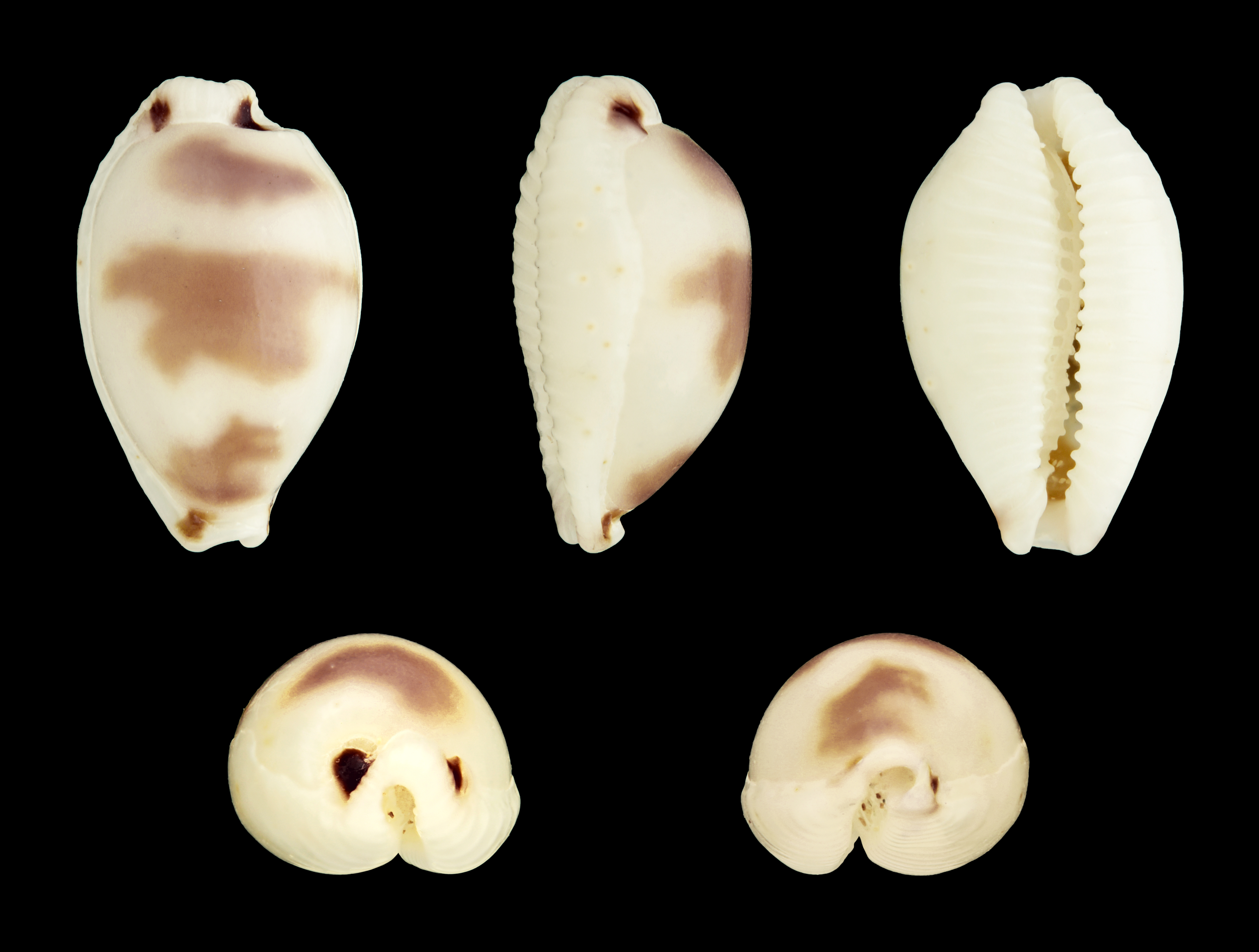
Bistolida ursellus
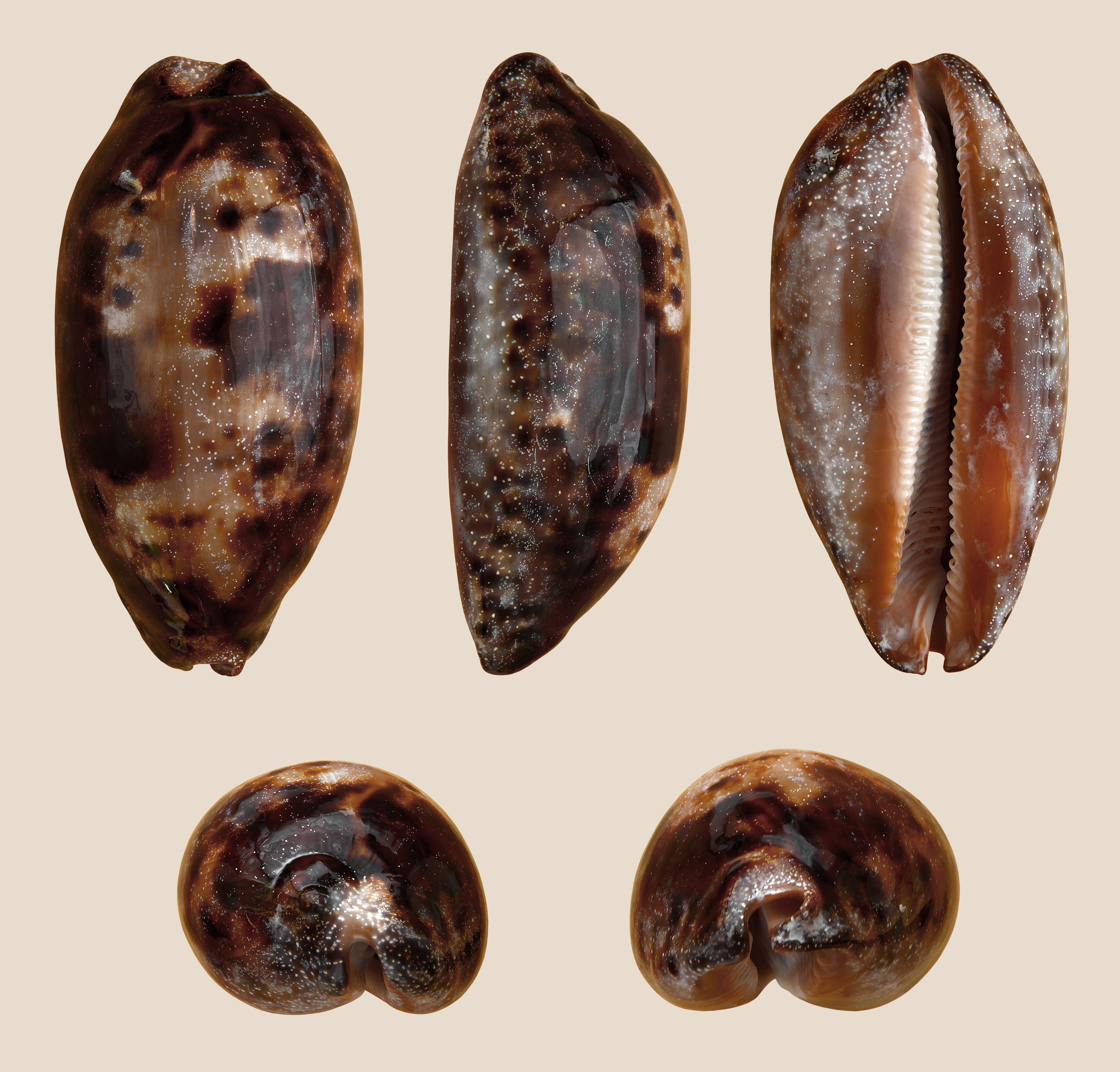
Chelycypraea testudinaria
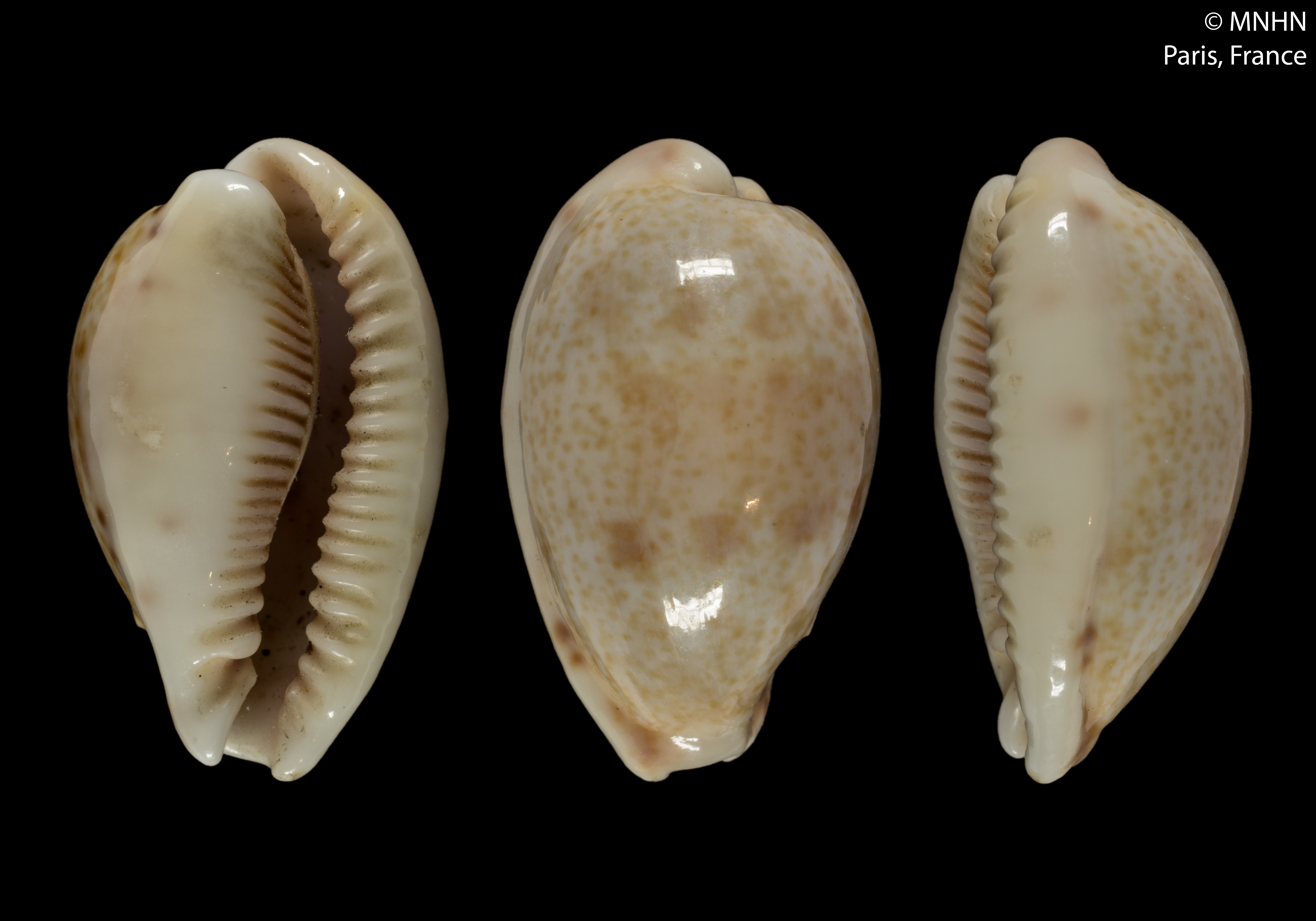
Contradusta walkeri
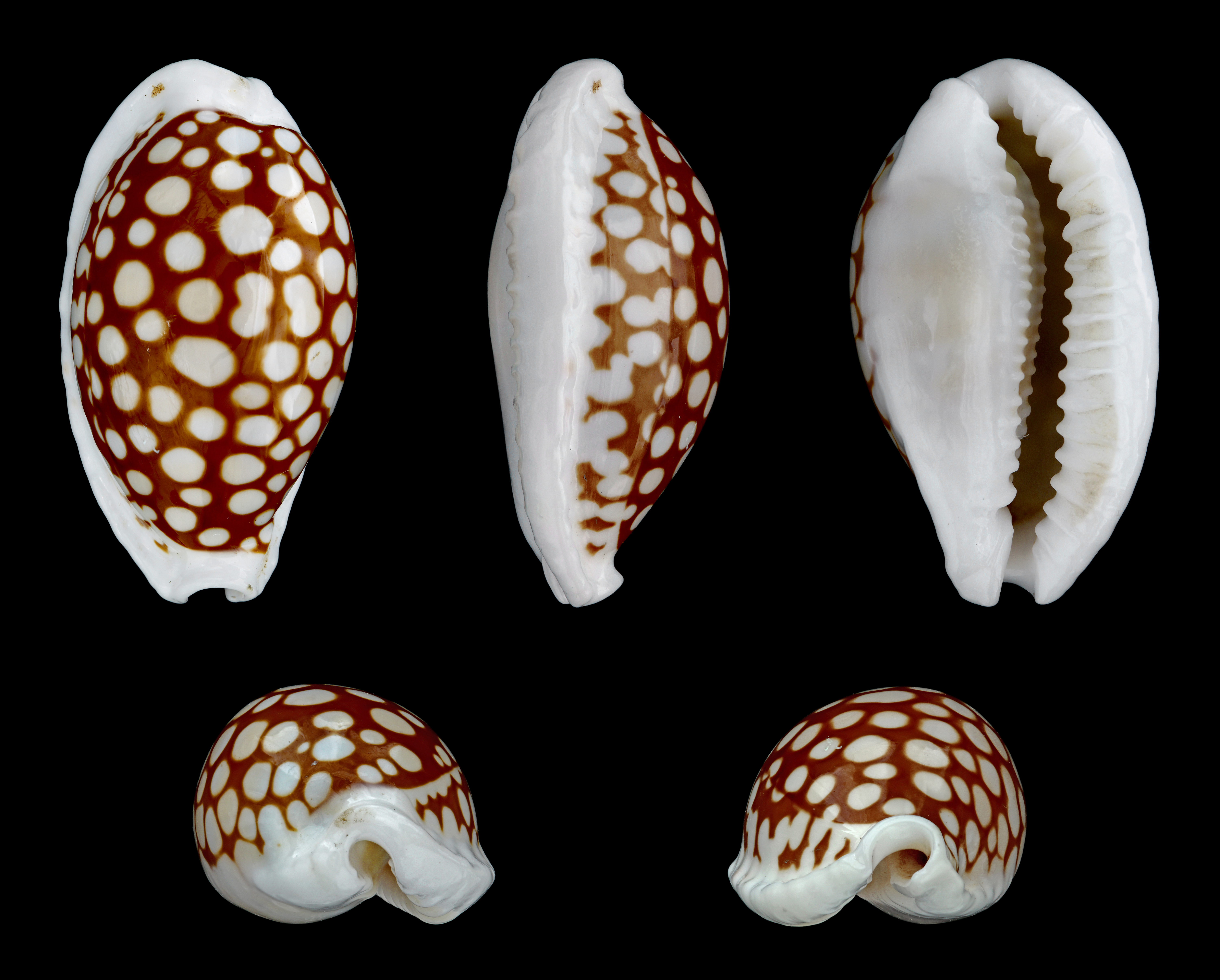
Cribrarula cribraria
Cypraea tigris
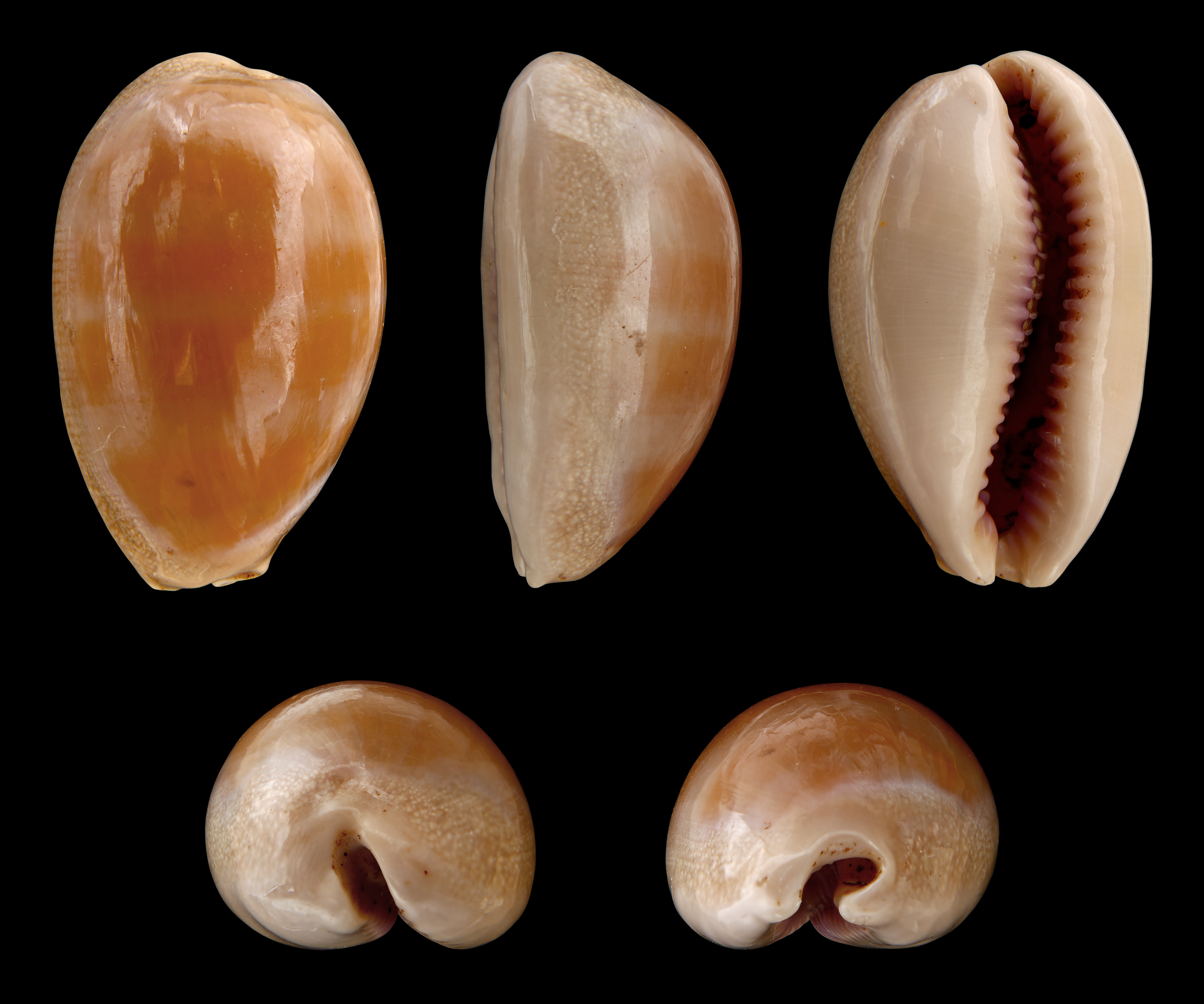
Lyncina carneola
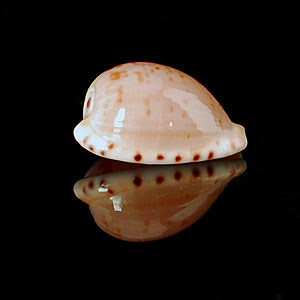
Cypraeovula edentula
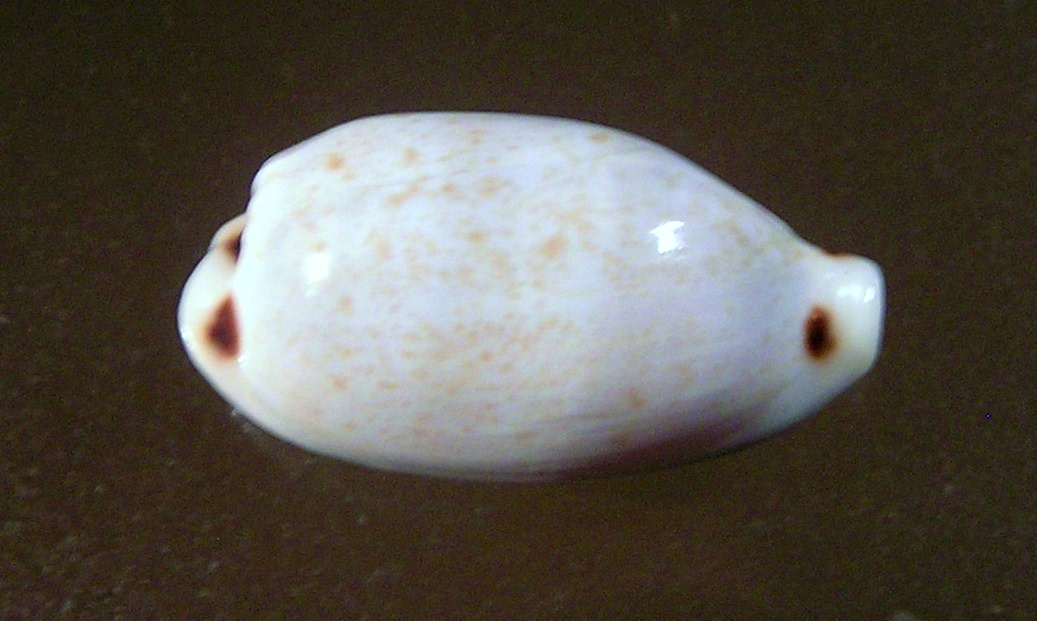
Eclogavena quadrimaculata thielei
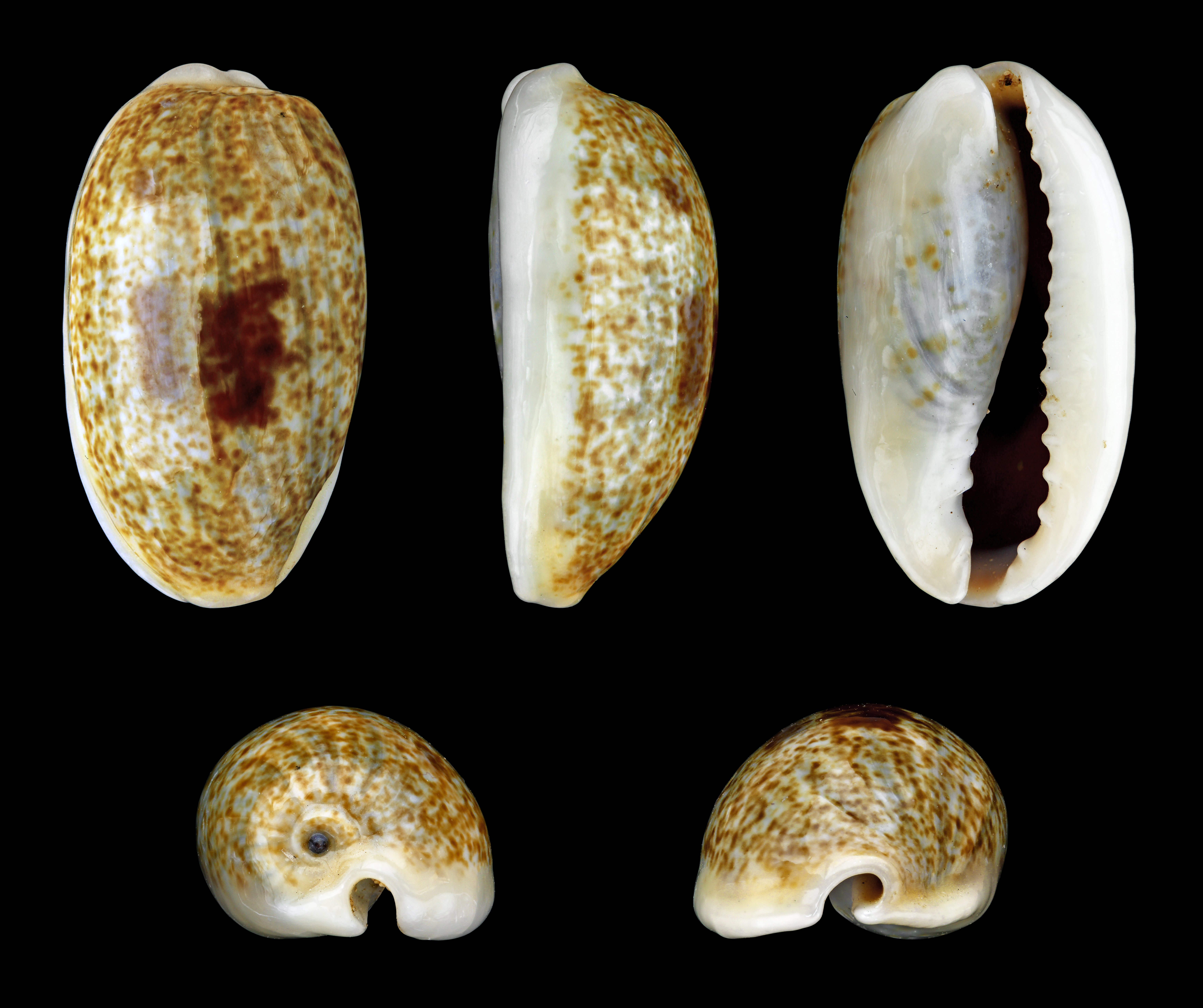
Erronea errones
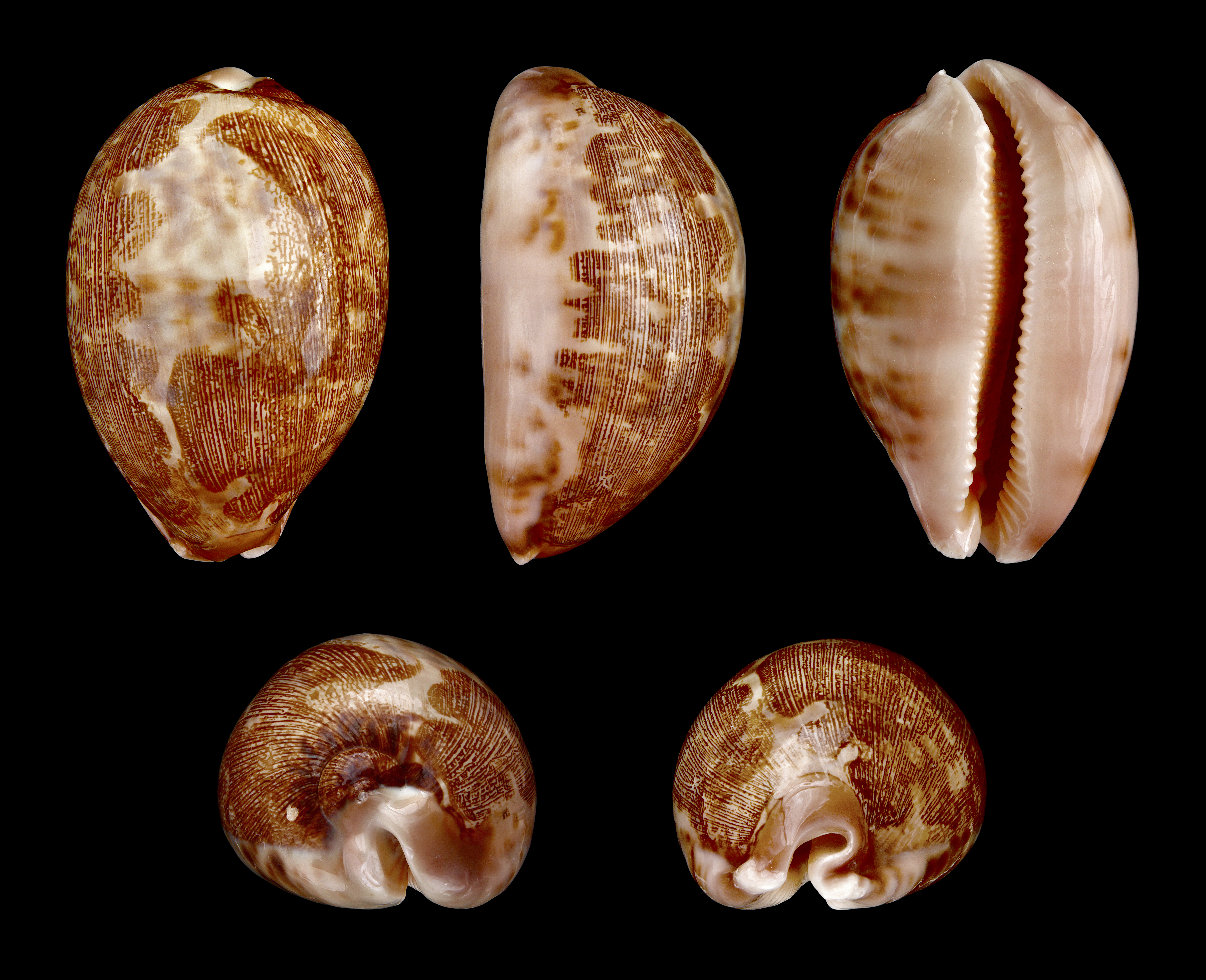
Leporicypraea mappa
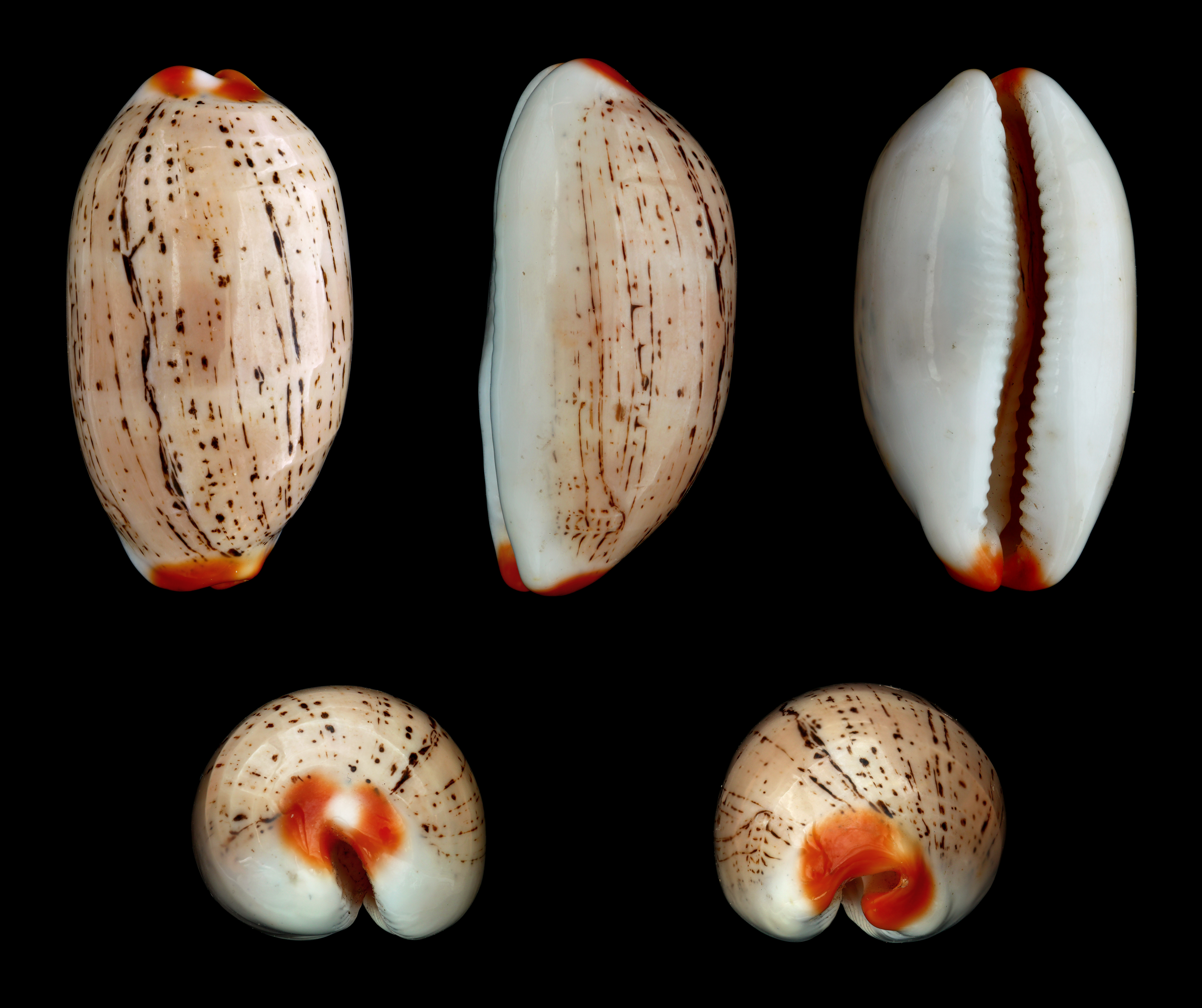
Luria isabella
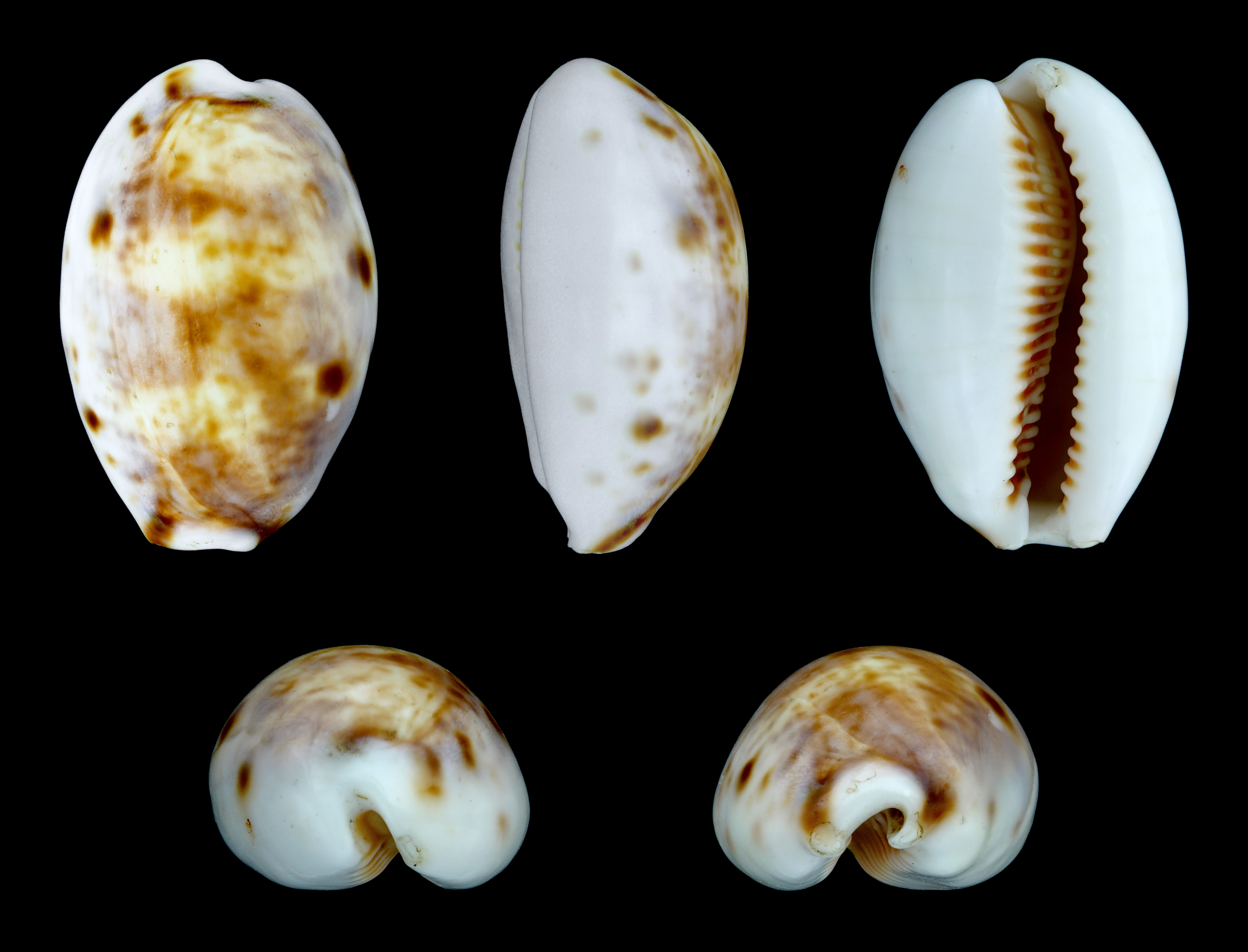
Lyncina lynx
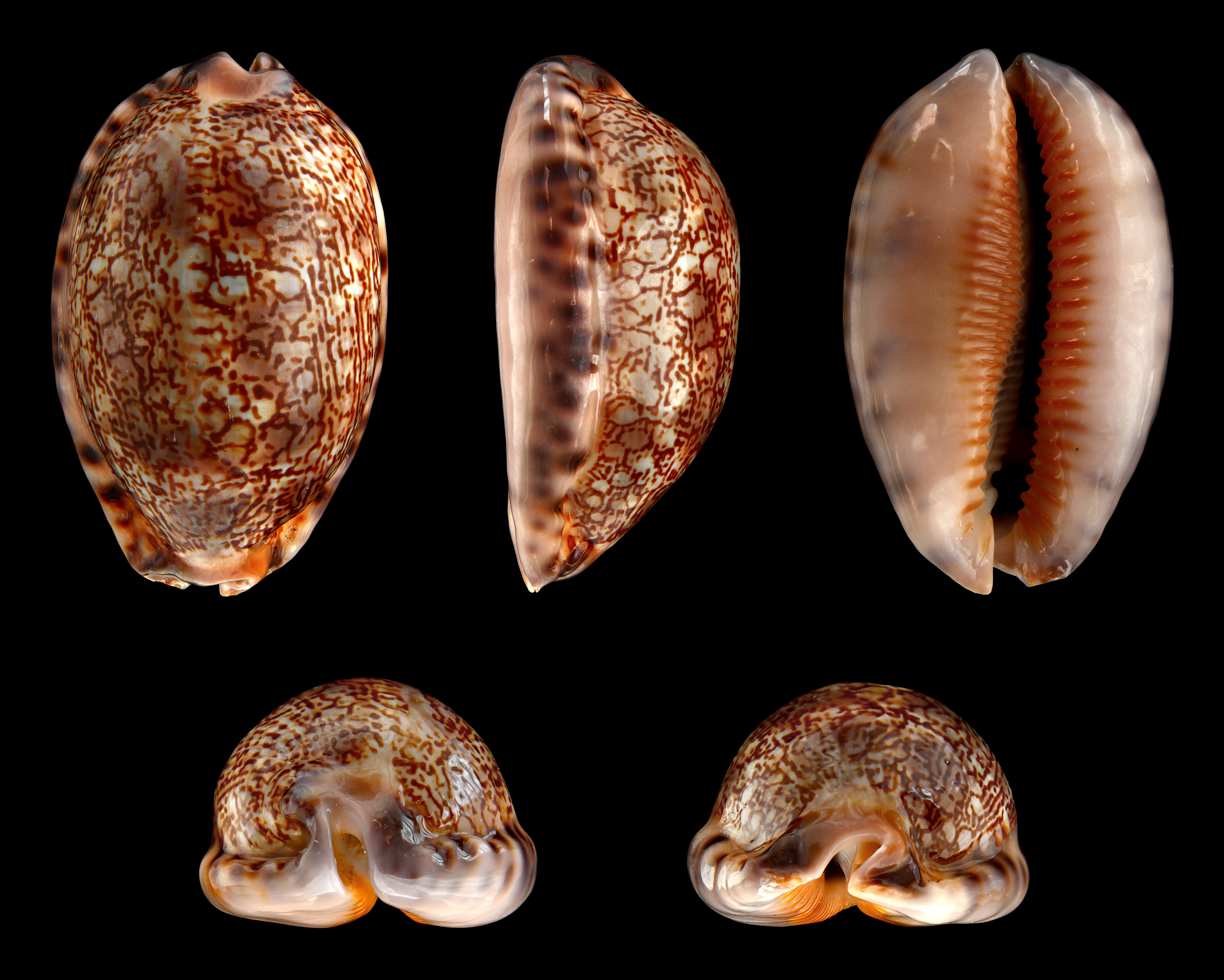
Mauritia arabica
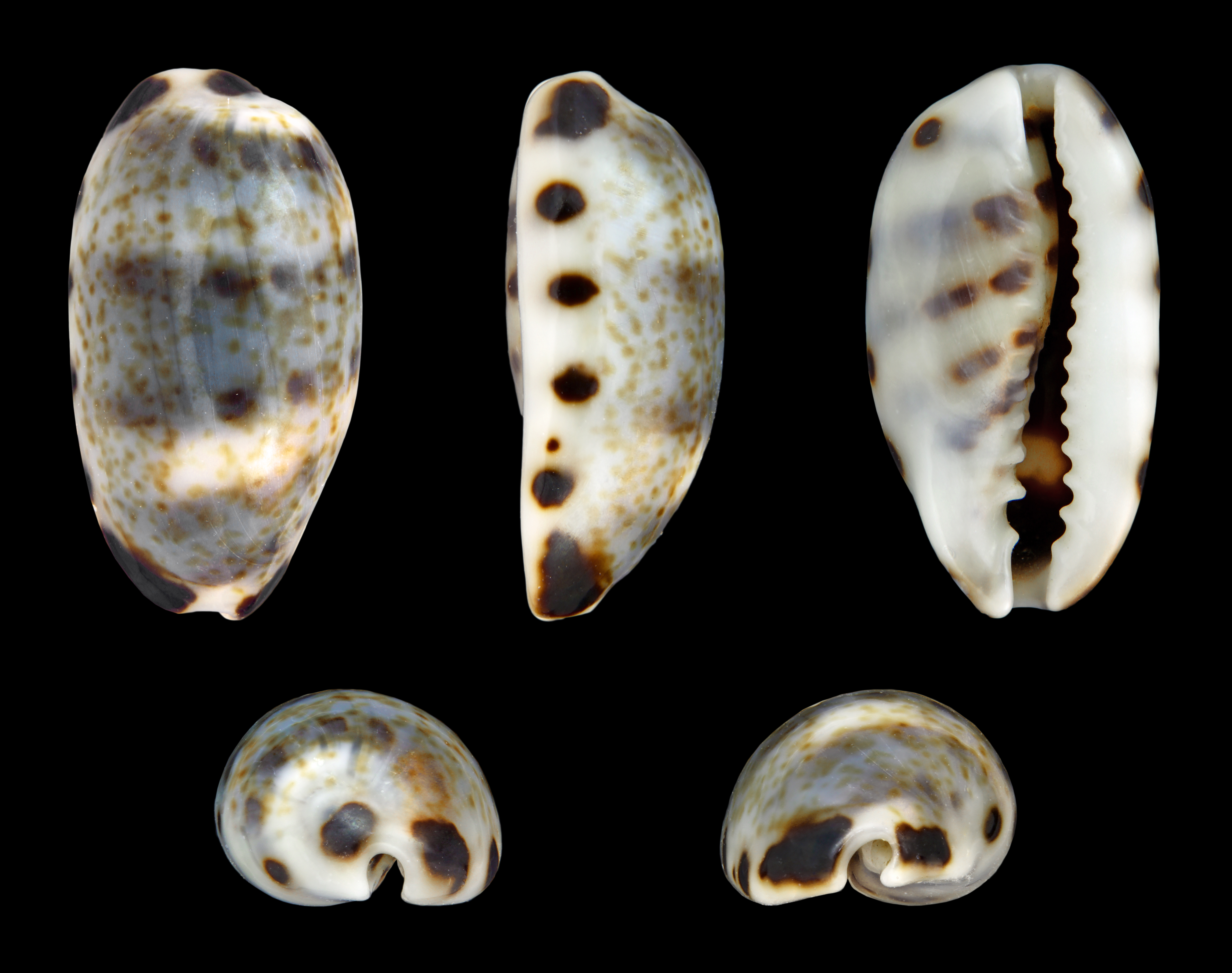
Melicerona listeri
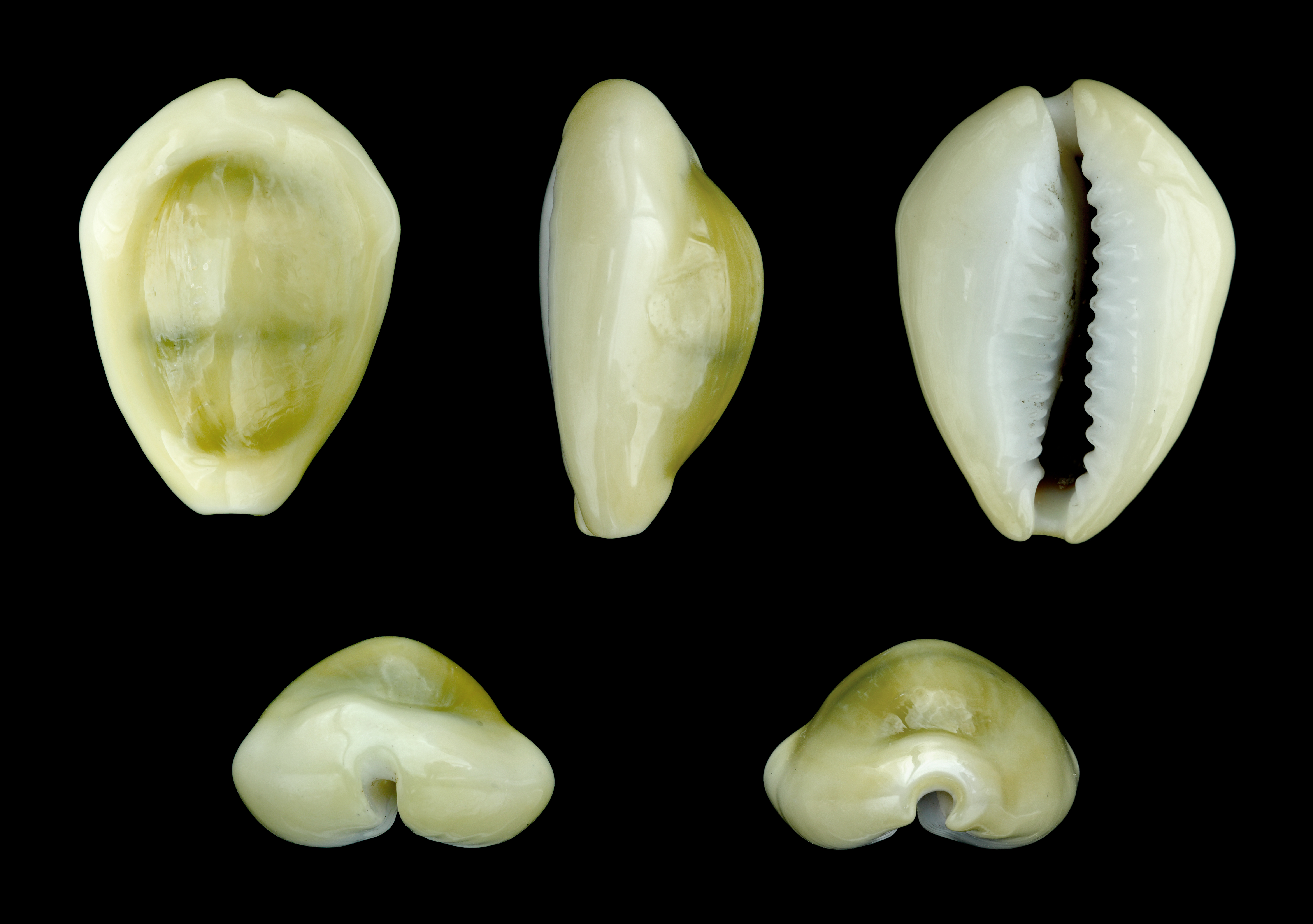
Monetaria moneta
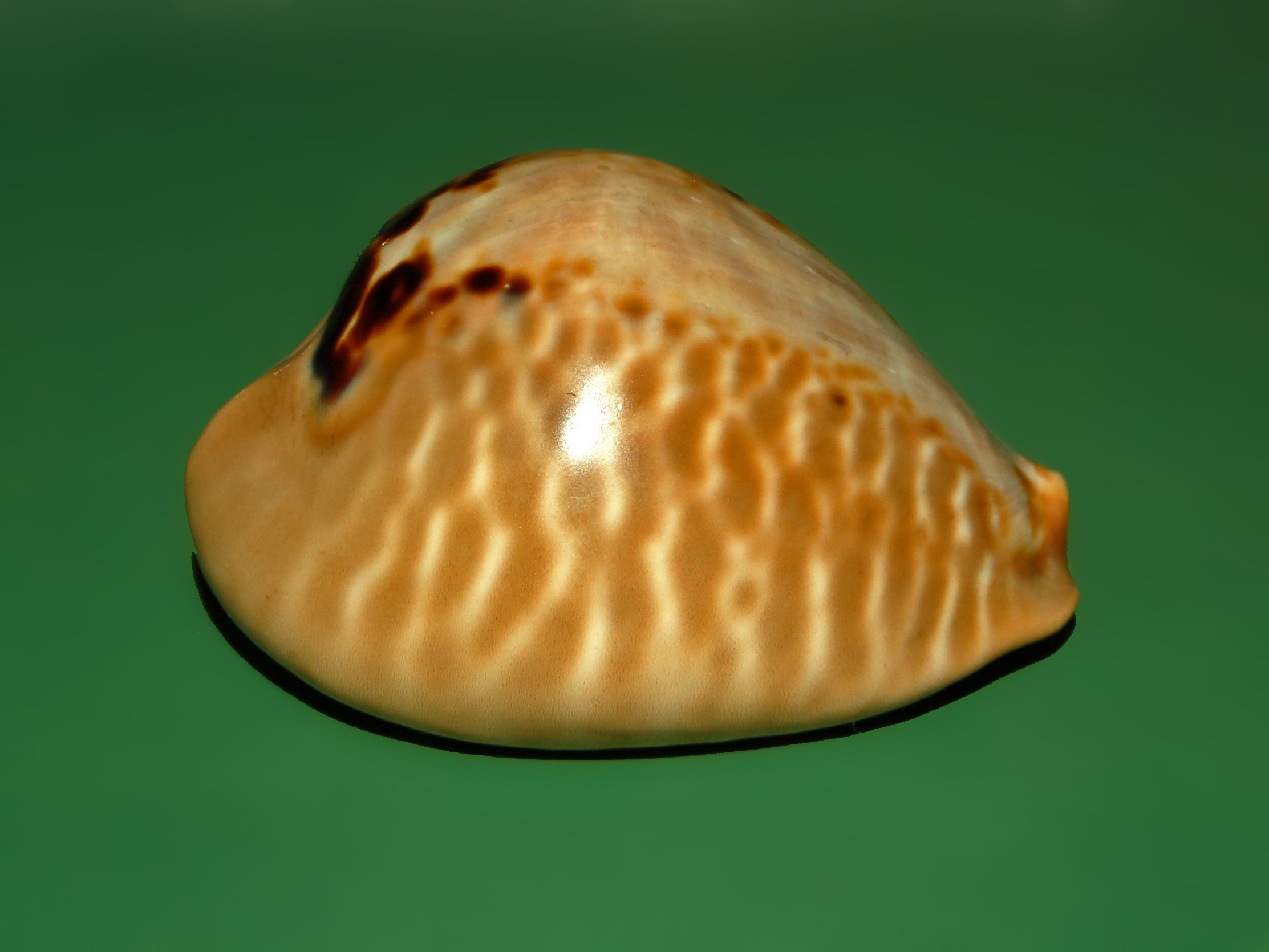
Muracypraea mus
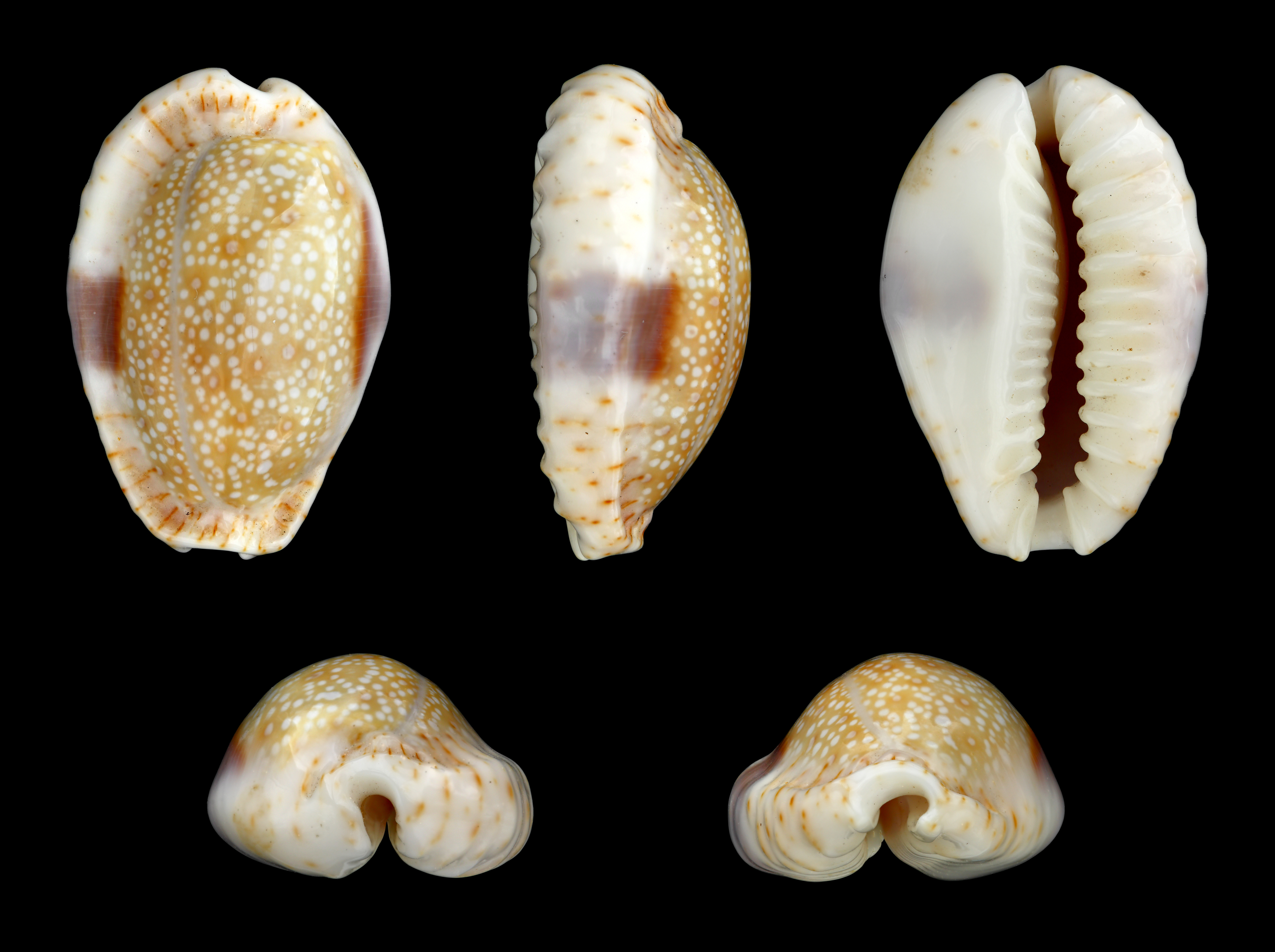
Naria erosa chlorizans
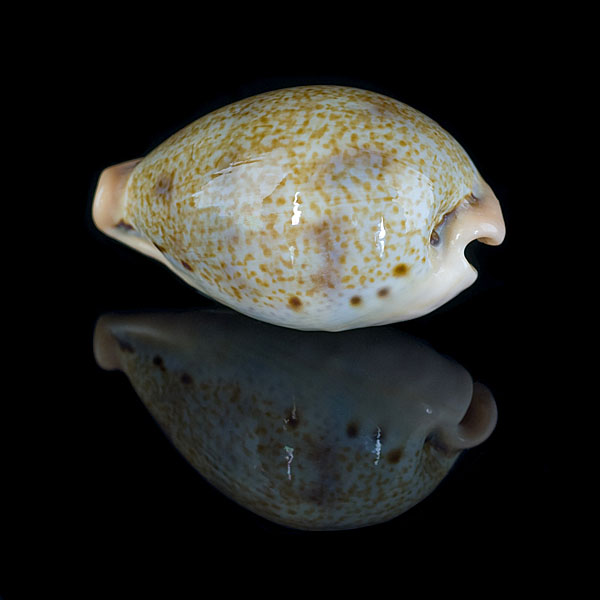
Notadusta hungerfordi
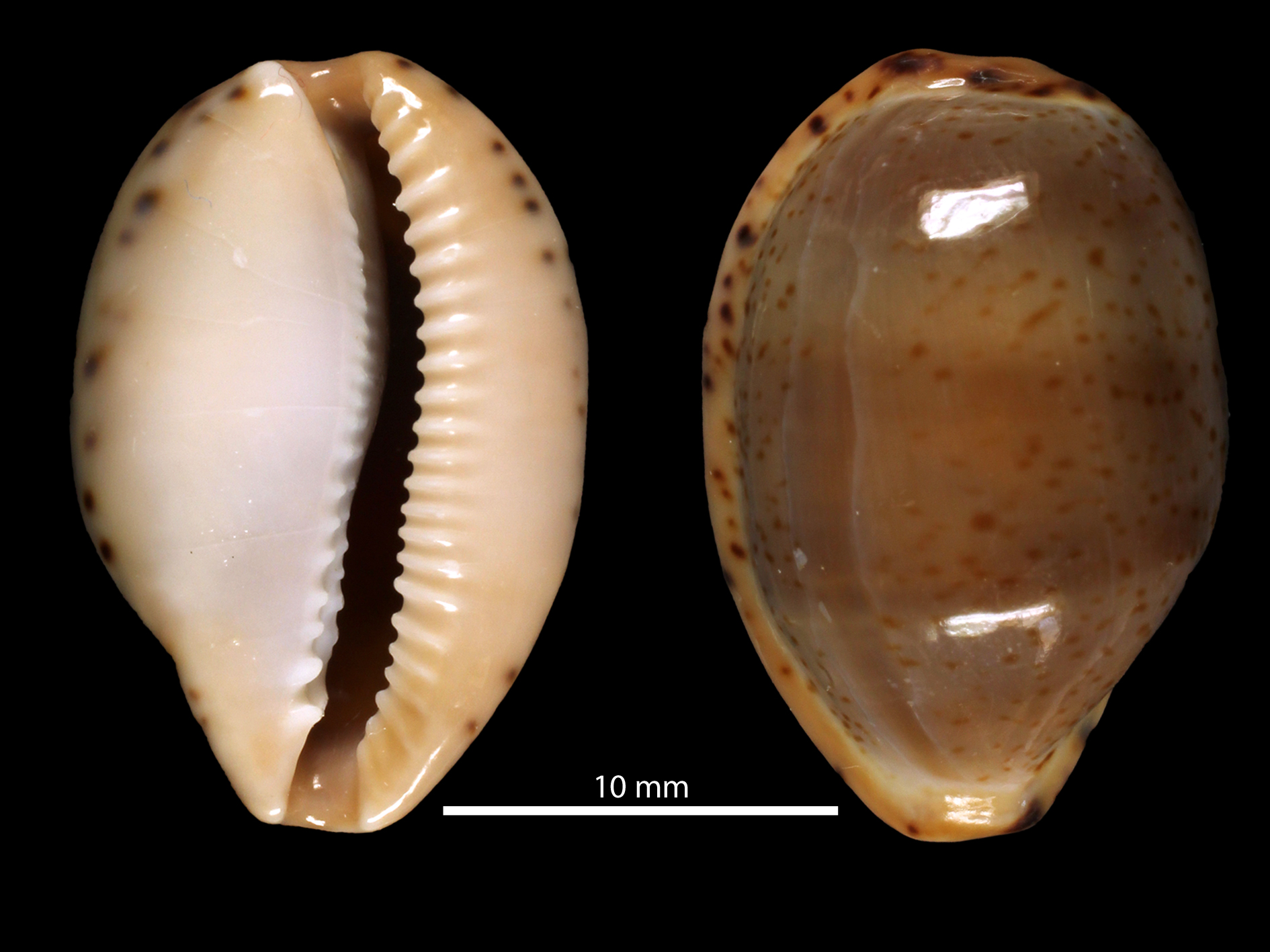
Notocypraea declivis
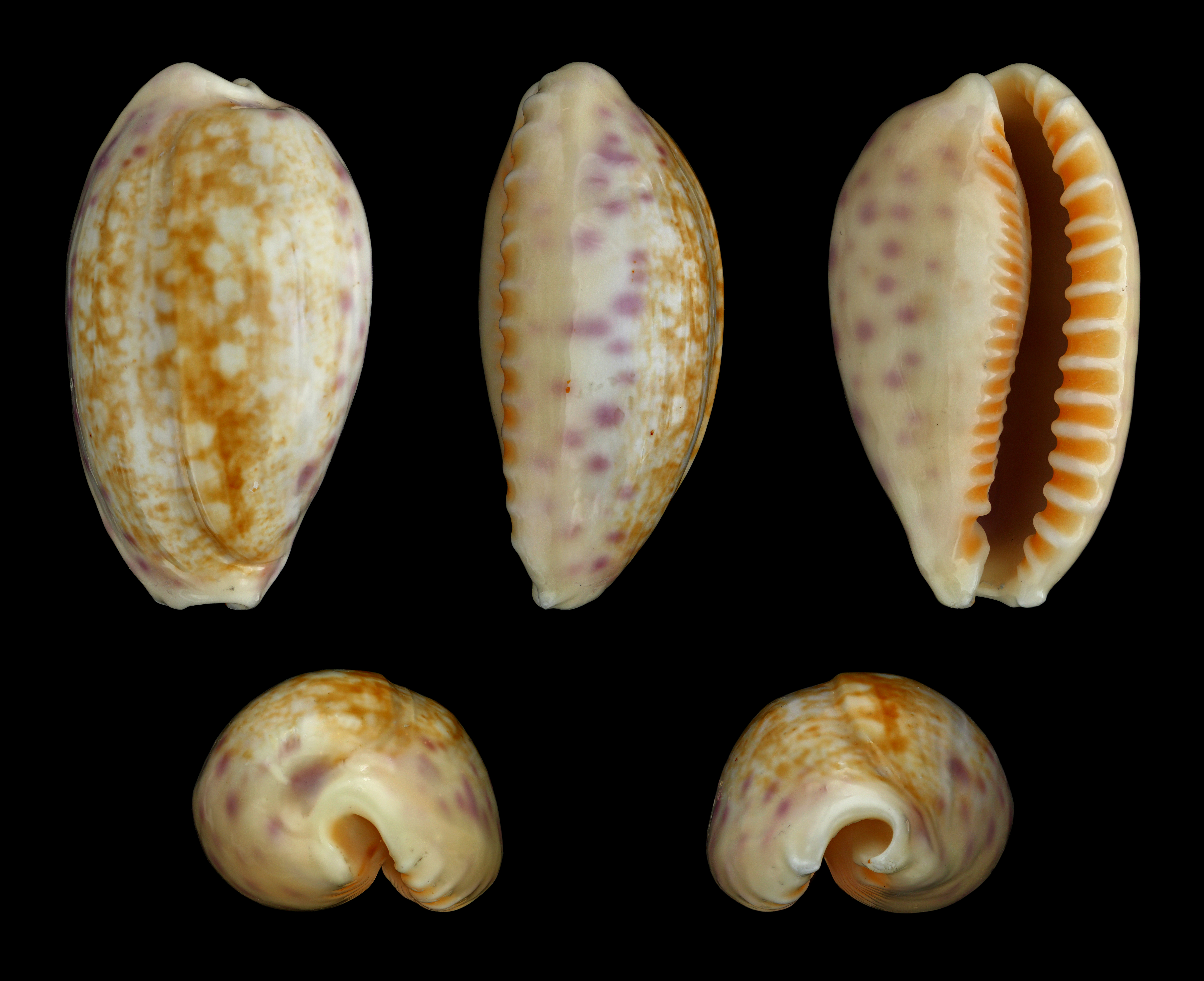
Ovatipsa chinensis
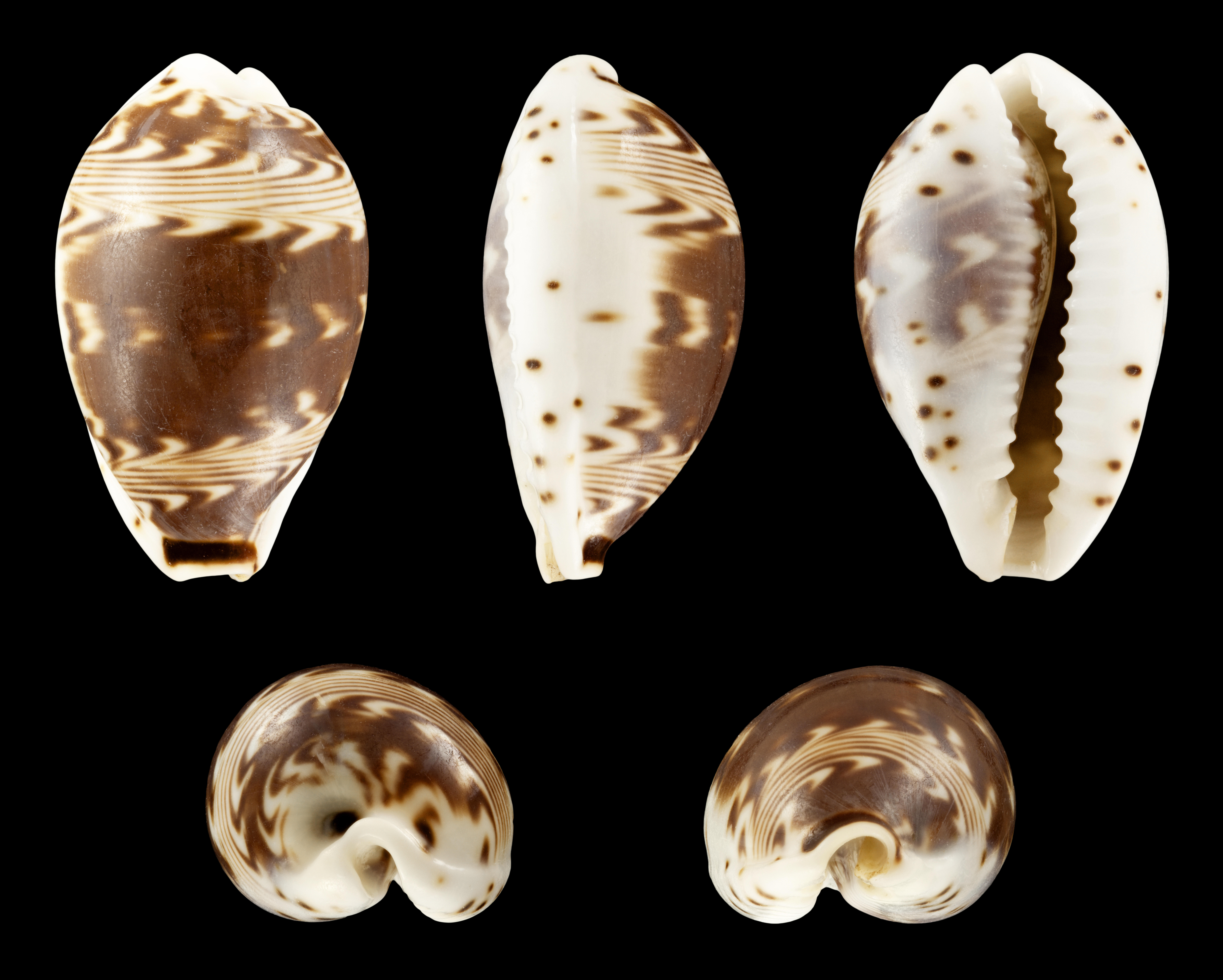
Palmadusta diluculum
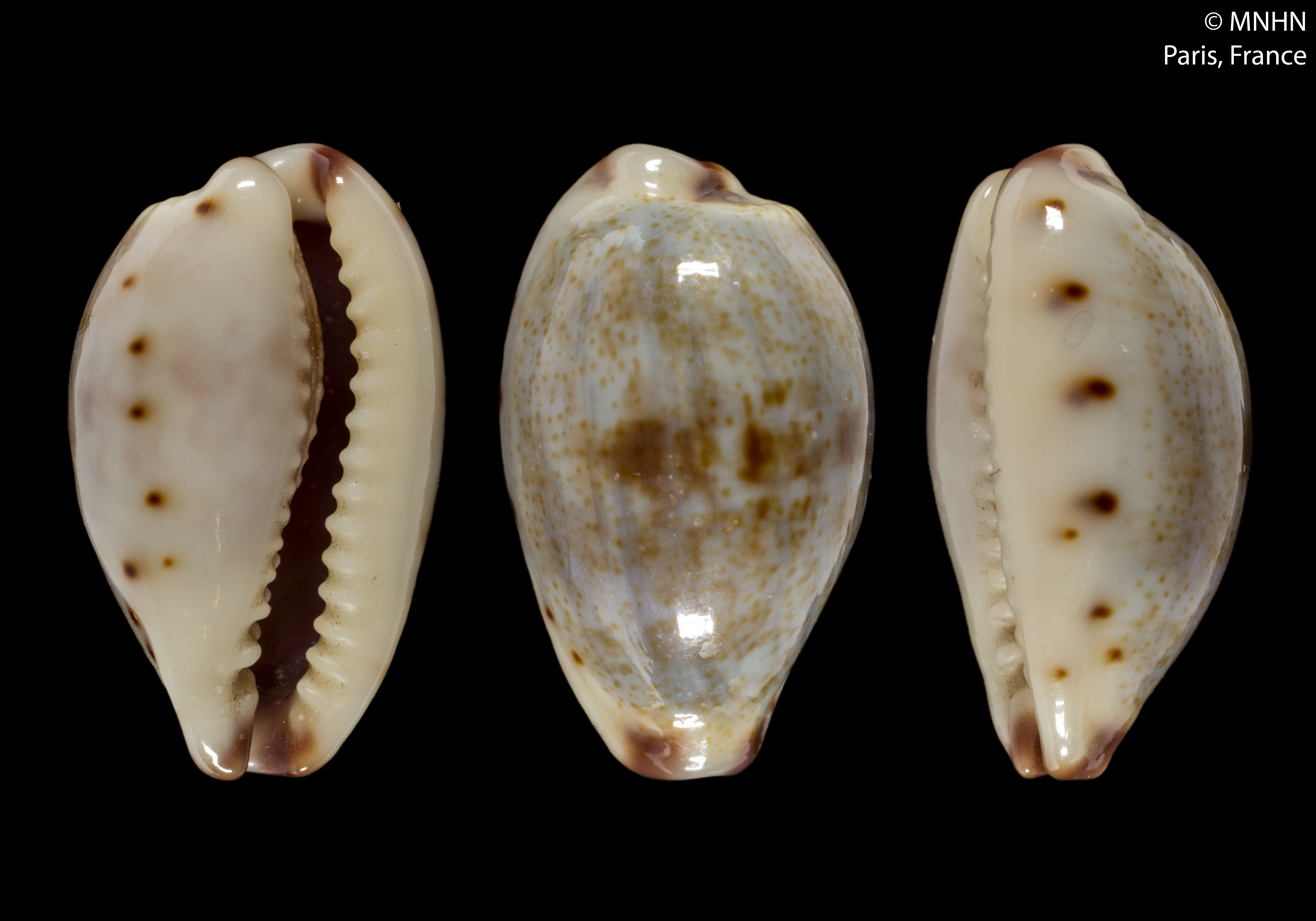
Purpuradusta gracilis
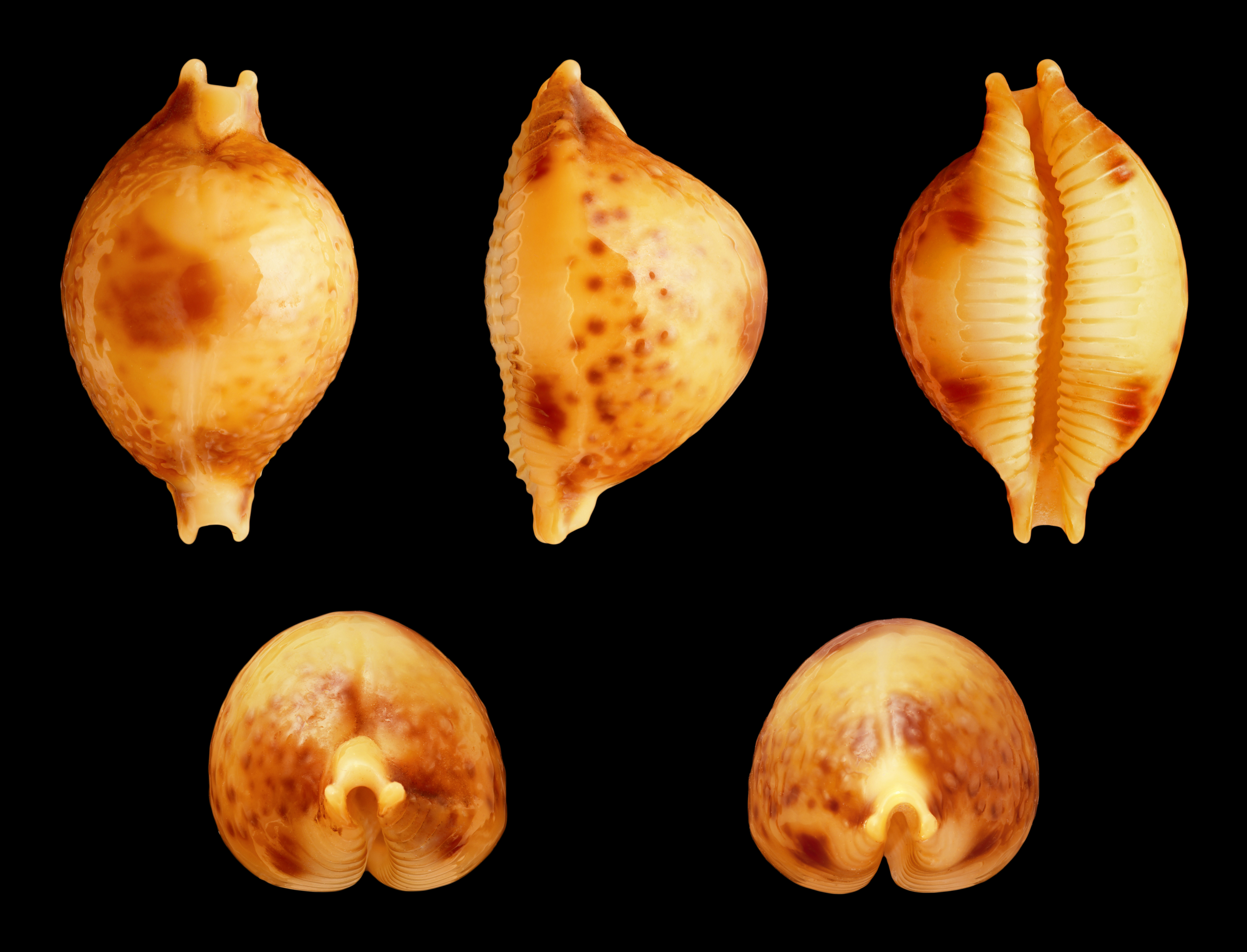
Pustularia bistrinotata
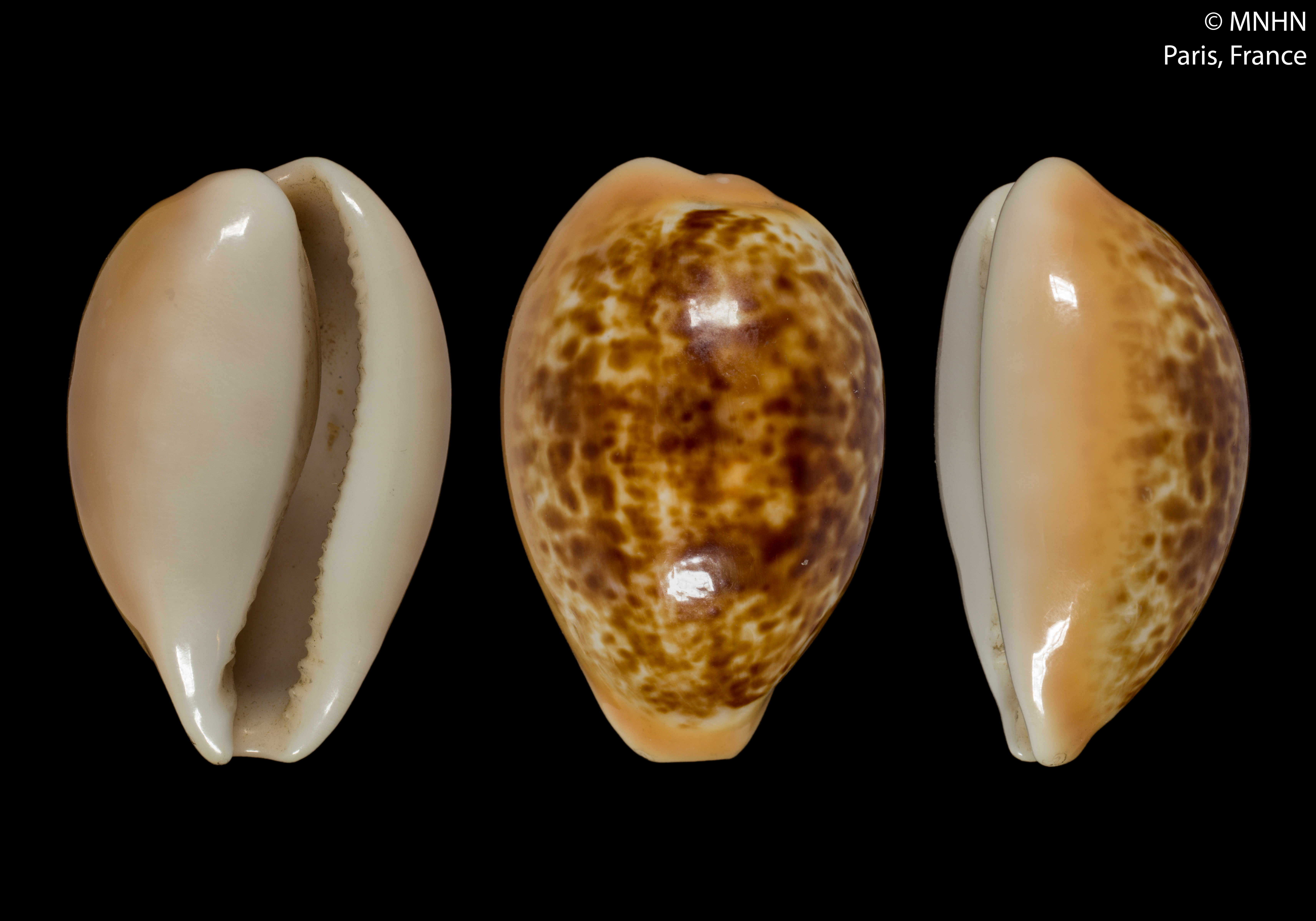
Schilderia achatidea
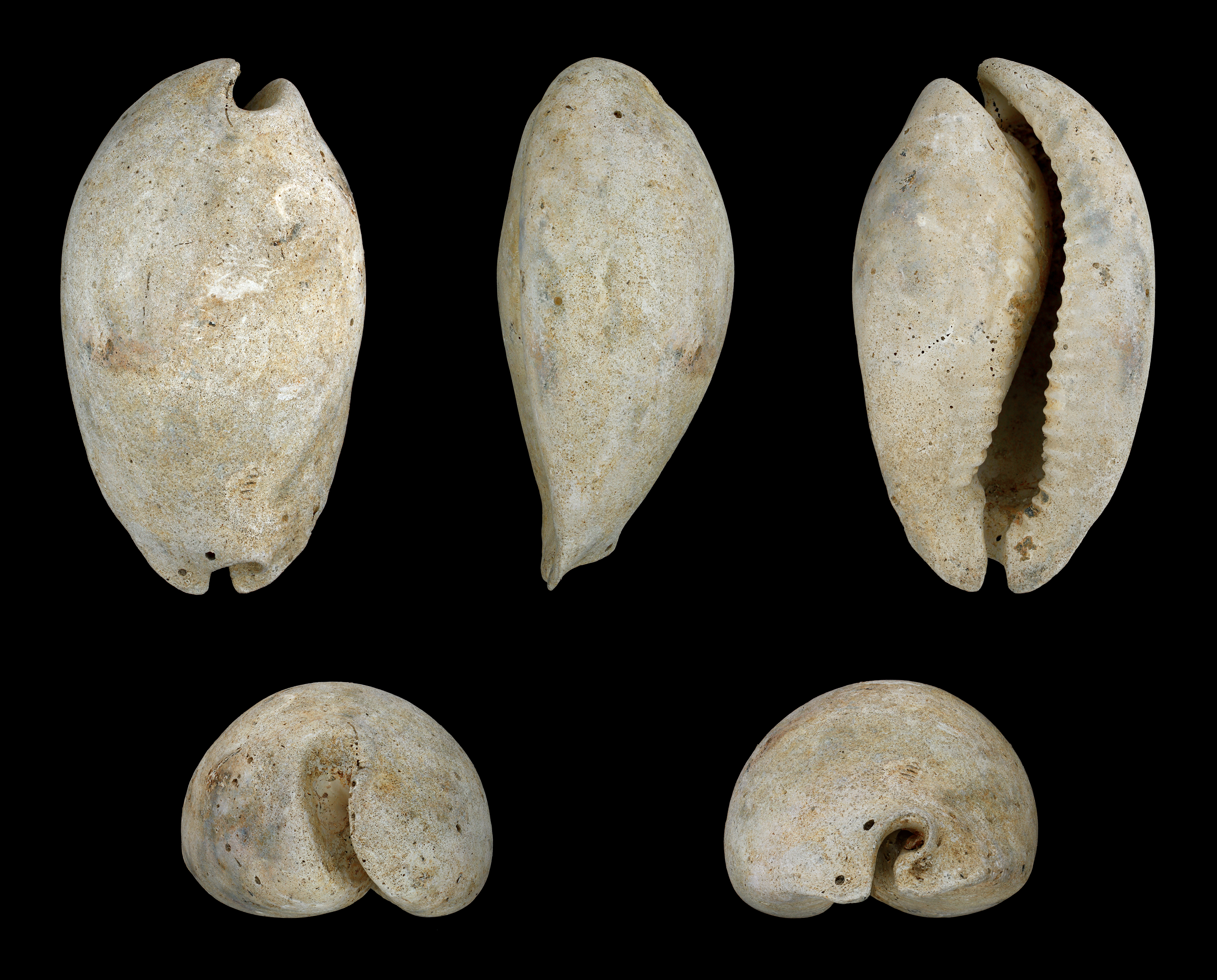
Siphocypraea carolinensis
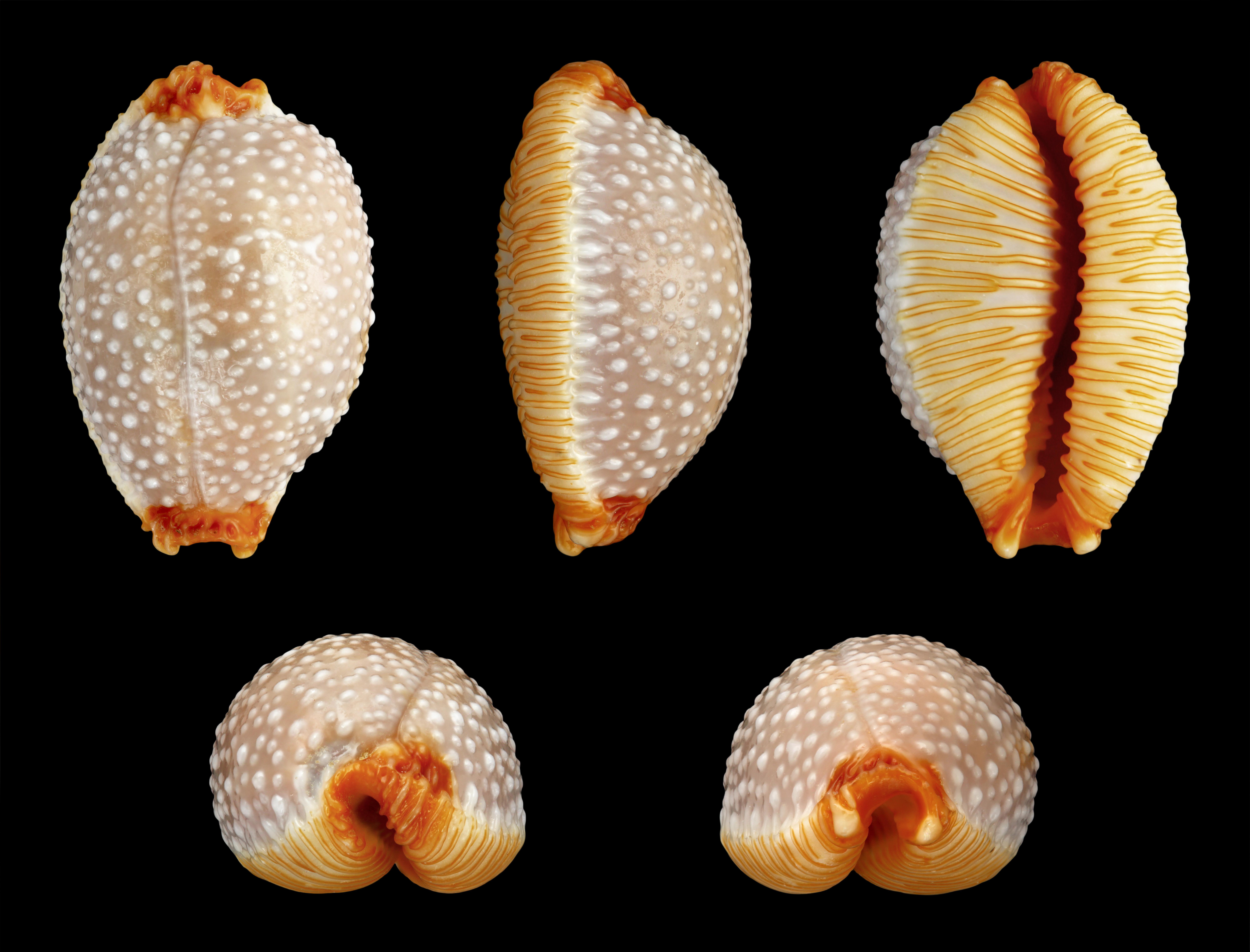
Staphylaea staphylaea
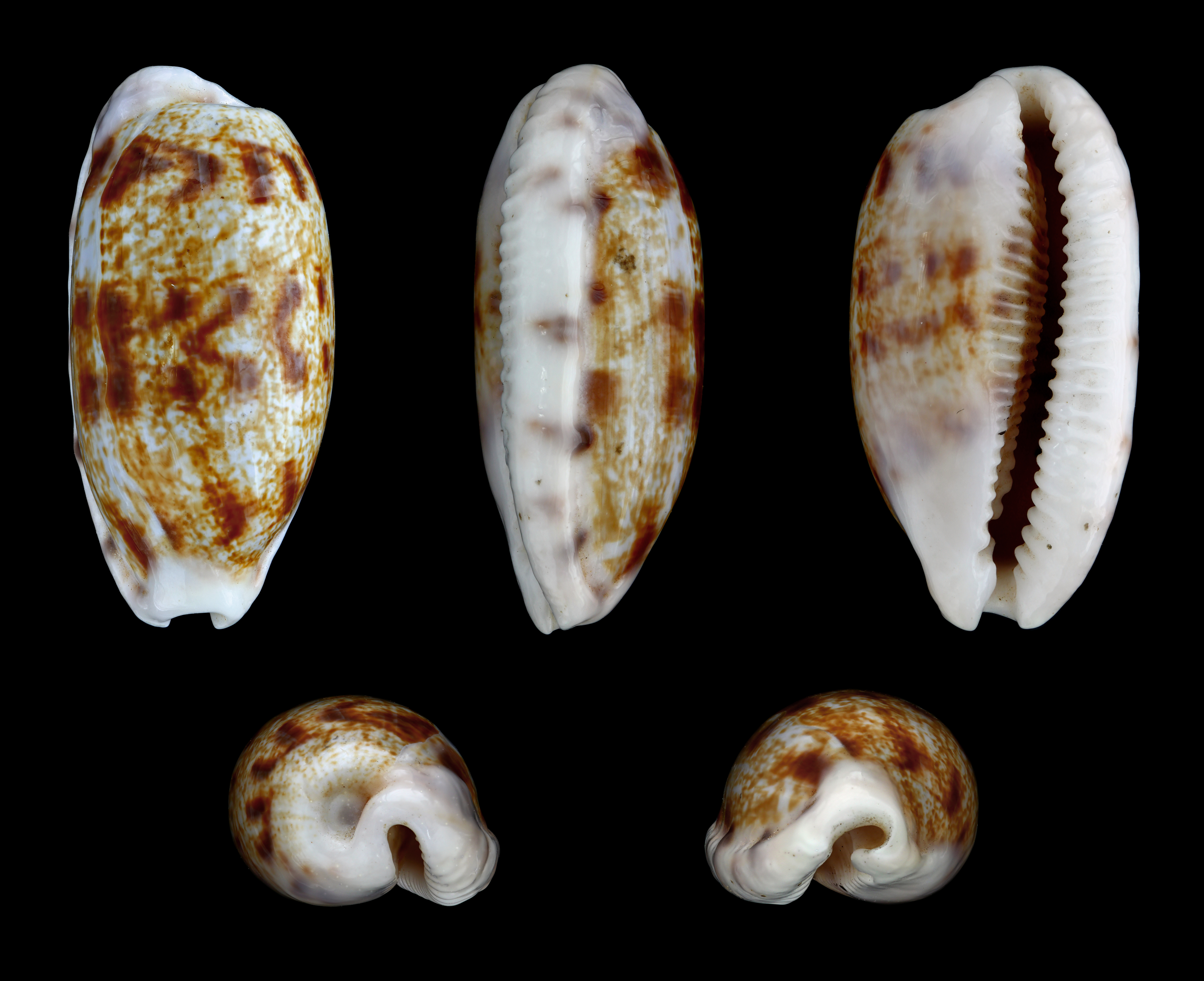
Talostolida teres
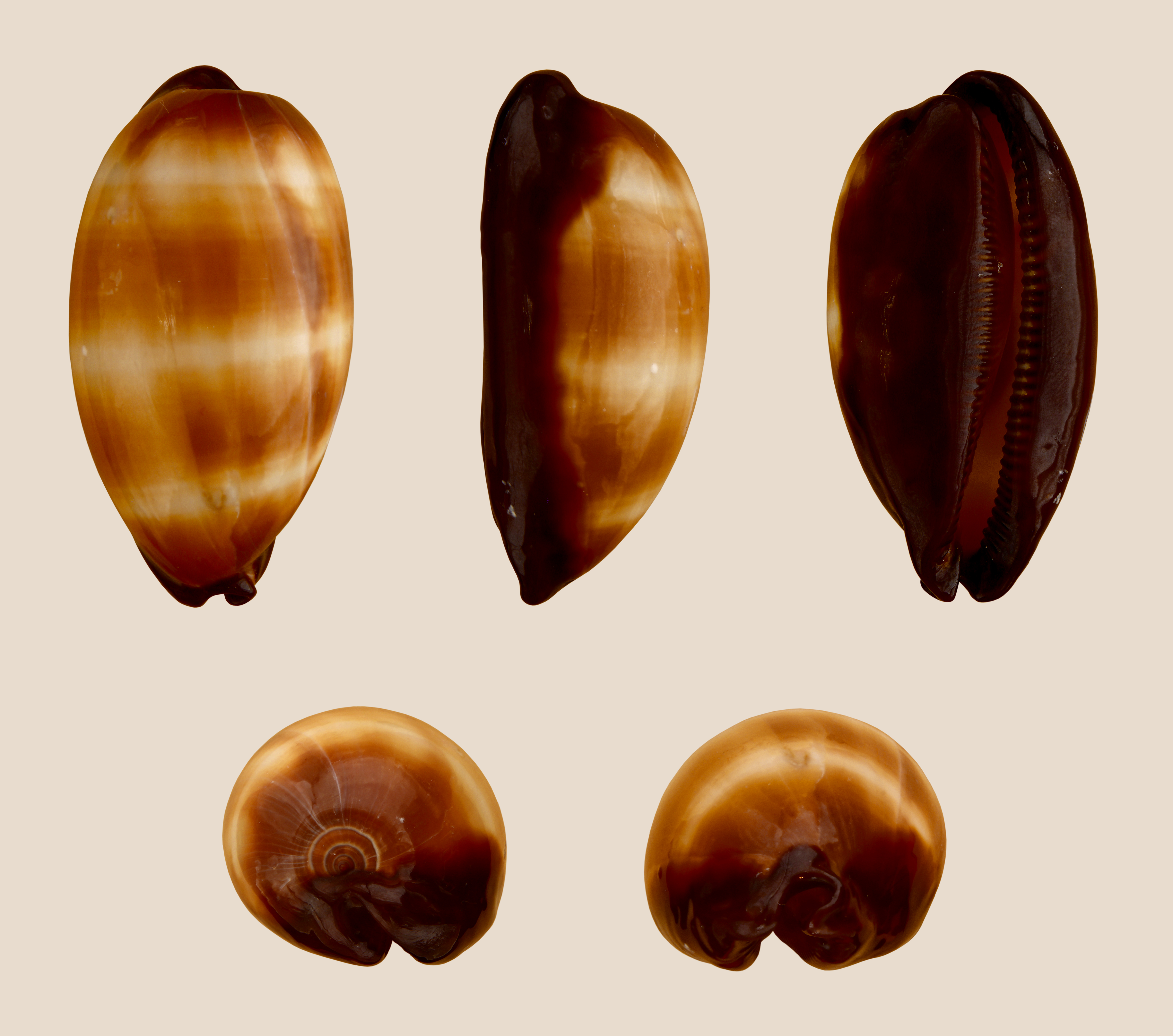
Talparia talpa
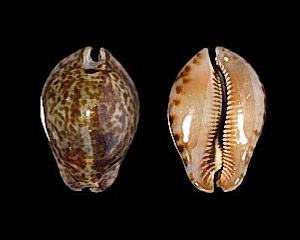
Trona stercoraria
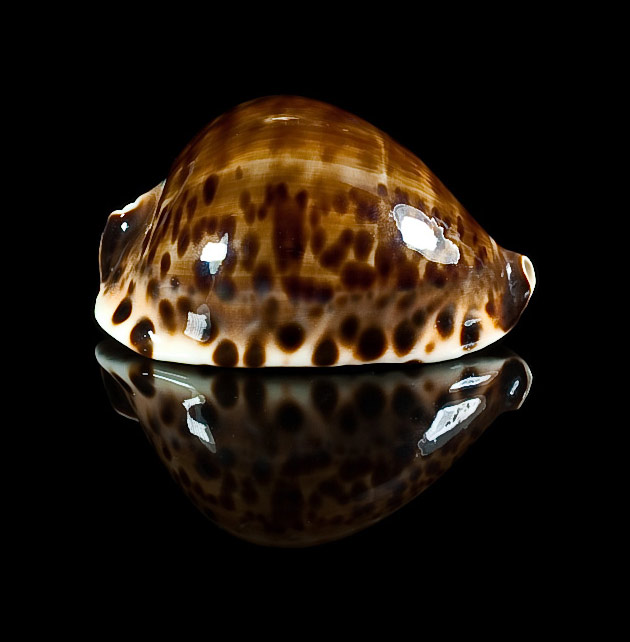
Zoila friendii
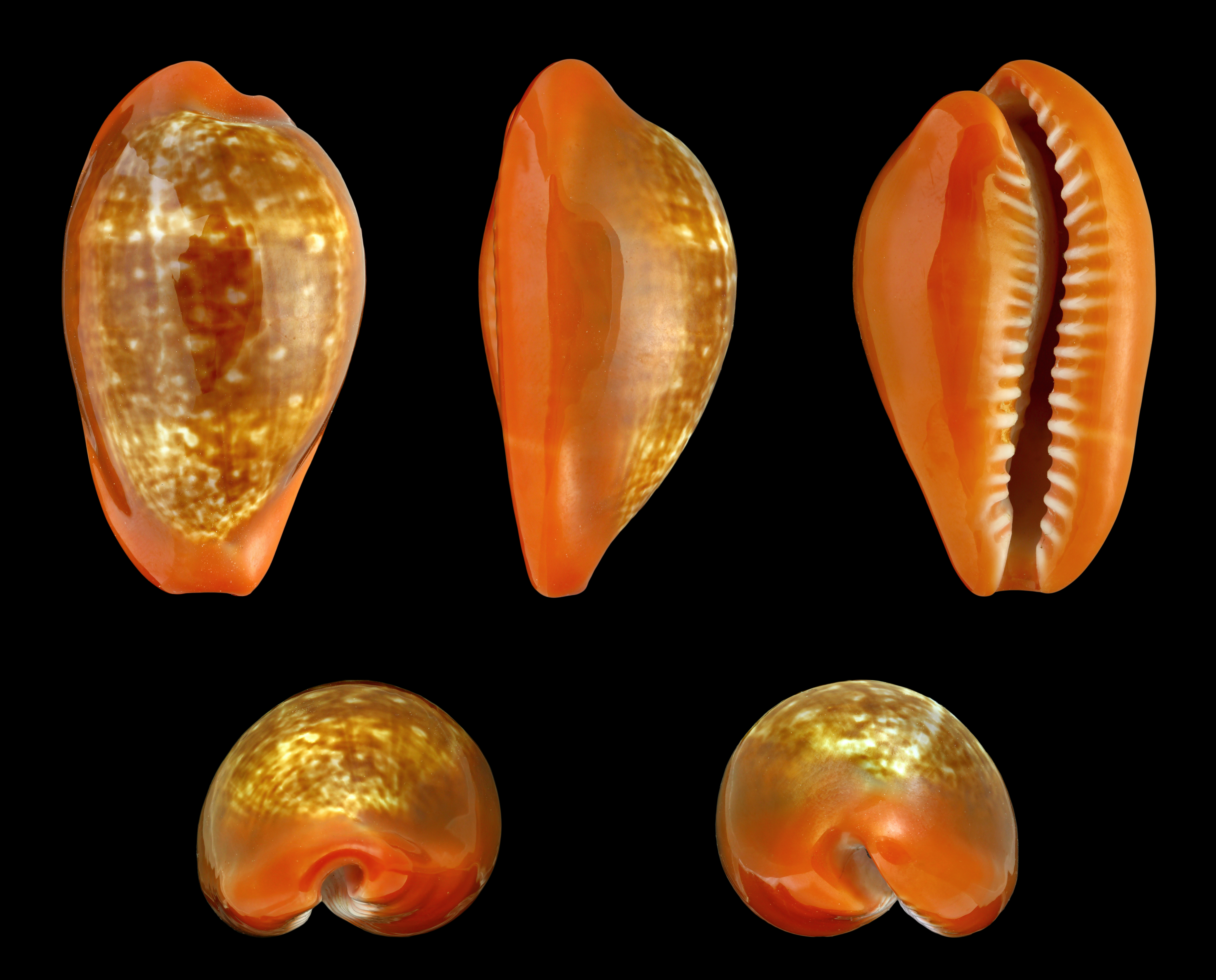
Zonaria pyrum